# Taufbecken
Ein Taufbecken, Taufständer, Taufstein, Tauftisch, Taufstock, Taufe in Teilen Norddeutschlands auch Fünte (von lat. fons „Quelle, Brunnen“) genannt, dient der Taufe. Im Gegensatz zur Umgangssprache, in der Taufbecken, Taufstein und Taufstock synonym verwendet werden, unterscheidet die Fachsprache der Kunstgeschichte präzise: Ein Taufstein ist ein Taufbecken, das aus Stein gefertigt wurde, während ein Taufstock aus Holz besteht.
Da die Taufe den Ritus der Aufnahme in die Kirche darstellt, kann sich das Taufbecken in der Nähe des Portals einer Kirche befinden, in einer Taufkapelle oder in einem eigenen Gebäude, dem Baptisterium.

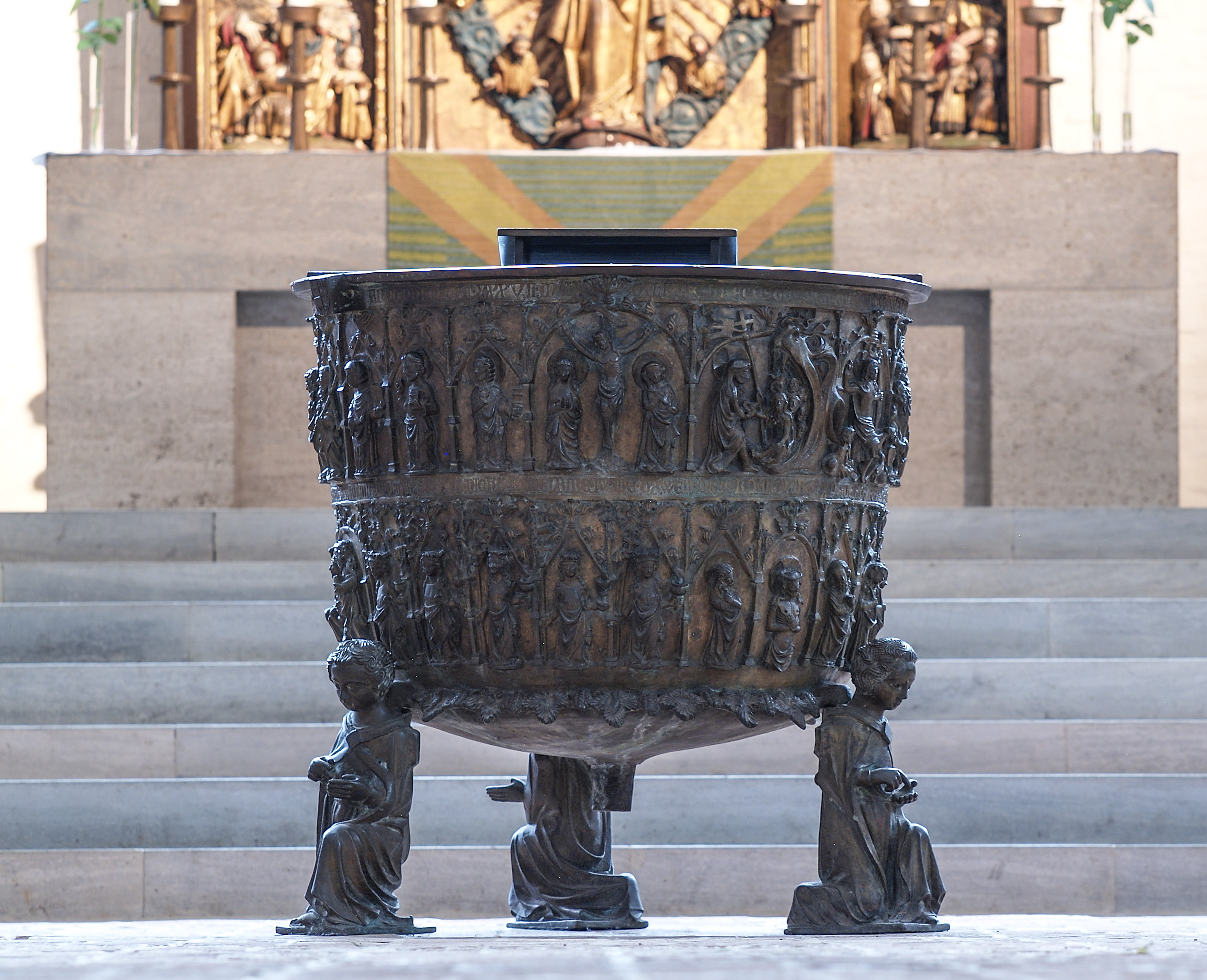
Bronzenes Taufbecken in der Marienkirche in Lübeck

## Geschichte
In den ersten Jahrhunderten der Kirche wurde meist durch Untertauchen in „lebendigem Wasser“ getauft. Taufen durch Übergießen bildeten nach Beckmann die Ausnahme. Seit dem 4. Jahrhundert war die Taufe durch Übergießen des im Wasser stehenden Täuflings vorherrschend, wie es Darstellungen aus Spätantike und Frühmittelalter belegen. In einigen Regionen der frühen Kirche wurde der Täufling weiterhin durch Untertauchen getauft. Die meisten erhaltenen Taufbecken des ersten Jahrtausends rund ums Mittelmeer sind jedoch dazu zu klein. Ein Untertauchen erwachsener Täuflinge ist hier nicht möglich. Da anfangs sowohl Taufliturgie als auch Taufvollzug hauptsächlich auf Heranwachsende und Erwachsene ausgerichtet waren, gebrauchte man in den Boden eingelassene Becken, Piscina (von lat.: piscina = Wasserbehälter) genannt.
Die älteste Taufpiscina ist aus der syrischen Hauskirche von Dura Europos aus dem 3. Jahrhundert bekannt. Das Taufbecken des Lateranbaptisteriums in Rom aus dem 4. Jahrhundert ist unter der heutigen Anlage noch vorhanden. Eine in den Boden eingetiefte Taufpiscina des 4. Jahrhunderts wurde in der Kathedralgruppe von Genf ausgegraben. Untersuchungen zeigen, dass sie – wie auch zahlreiche andere frühchristliche Taufbecken – verkleinert wurde, was darauf schließen lässt, dass die Immersionstaufe durch die Taufe durch Übergießen ersetzt wurde. Der Zeitpunkt, zu dem dies geschah, wird nach der Gesamtbearbeitung der Grabungen unter der Kathedrale von Genf zu beurteilen sein. Die Funktion des 64 m² großen Beckens zwischen den Basilikabauten am Ort, an dem später der Trierer Dom errichtet wurde, ist umstritten. Vielleicht handelt es sich hier um ein repräsentatives Becken. Eines der fast 1000 bekannten frühchristlichen Taufbecken rund um das Mittelmeer ist innerhalb der konservierten Grundmauern des Baptisteriums in Portbail in der Normandie zu besichtigen, es stammt vielleicht schon aus vormerowingischer Zeit. Dieses ist aber, wie auch die älteste Piscina des bekannten Baptisteriums von Poitiers, aufgrund der bekannten archäologischen Funde nicht präzise zu datieren. Die meisten durch Ausgrabungen erfassten frühchristlichen Taufbecken in Frankreich und Deutschland gehören in die mittlere Merowingerzeit, also in das 6./7. Jahrhundert.

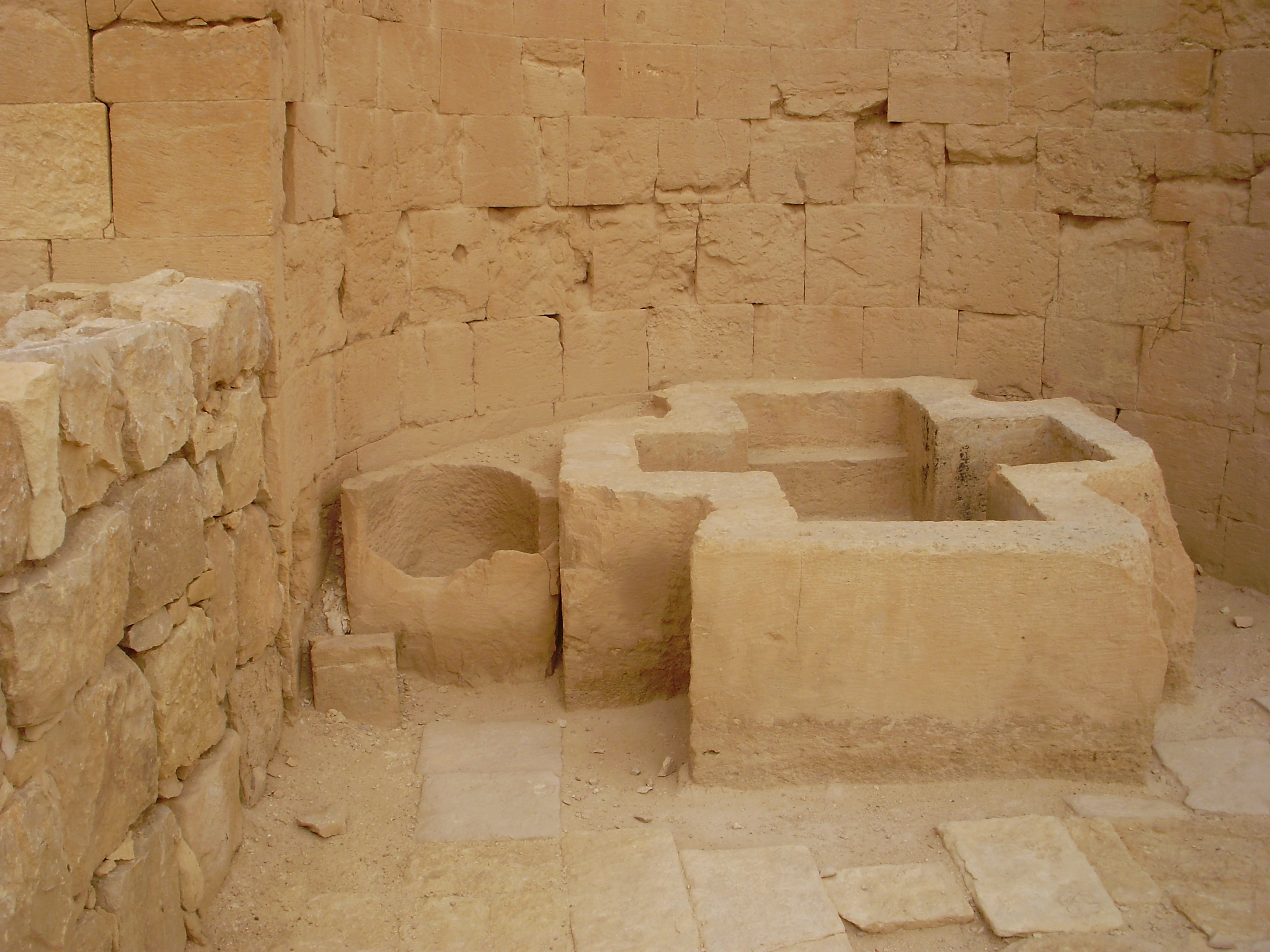
Kreuzförmige Taufpiscina in Subaita (Negev)
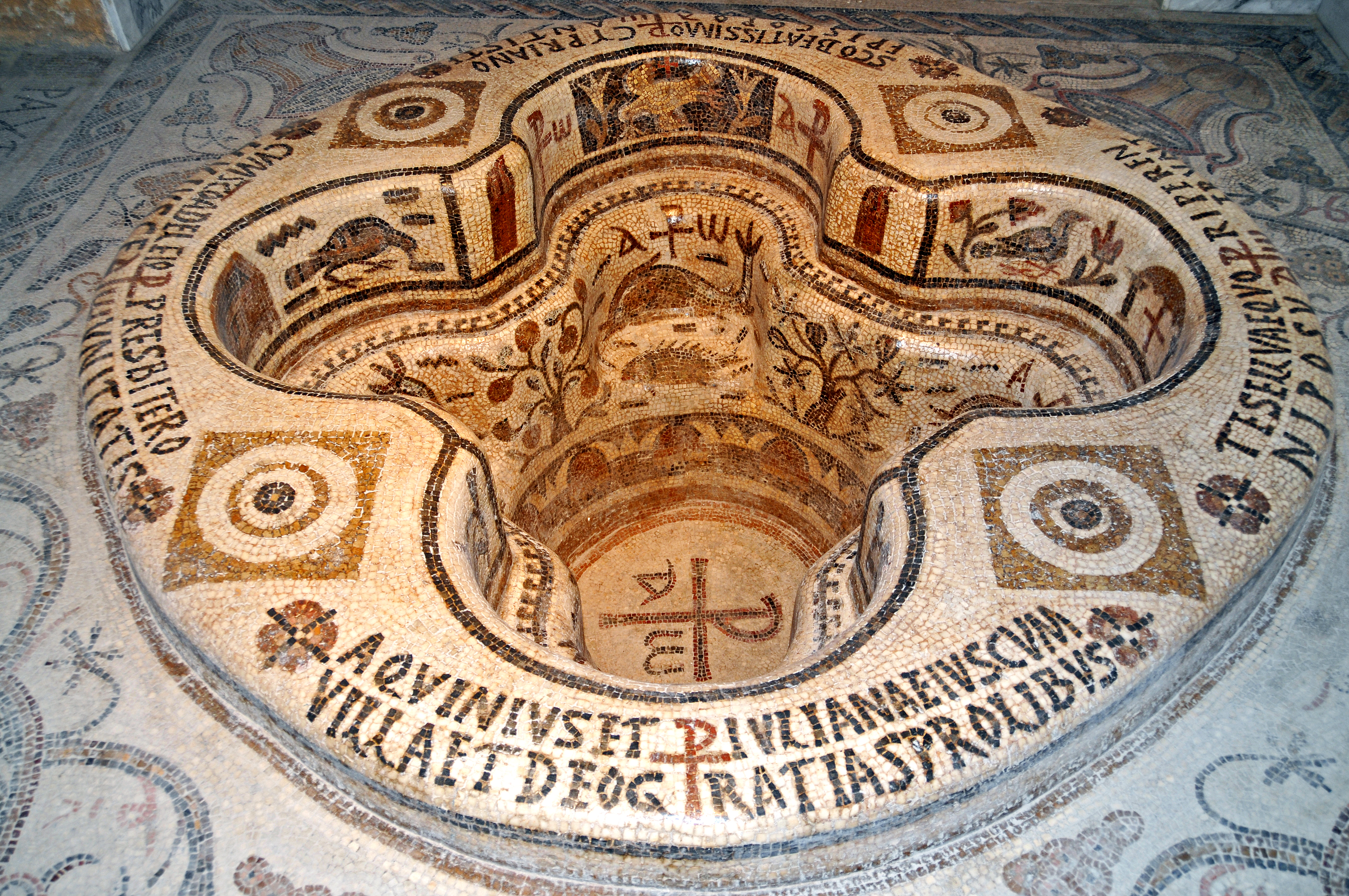
Baptisterium von Kelibia, Tunesien
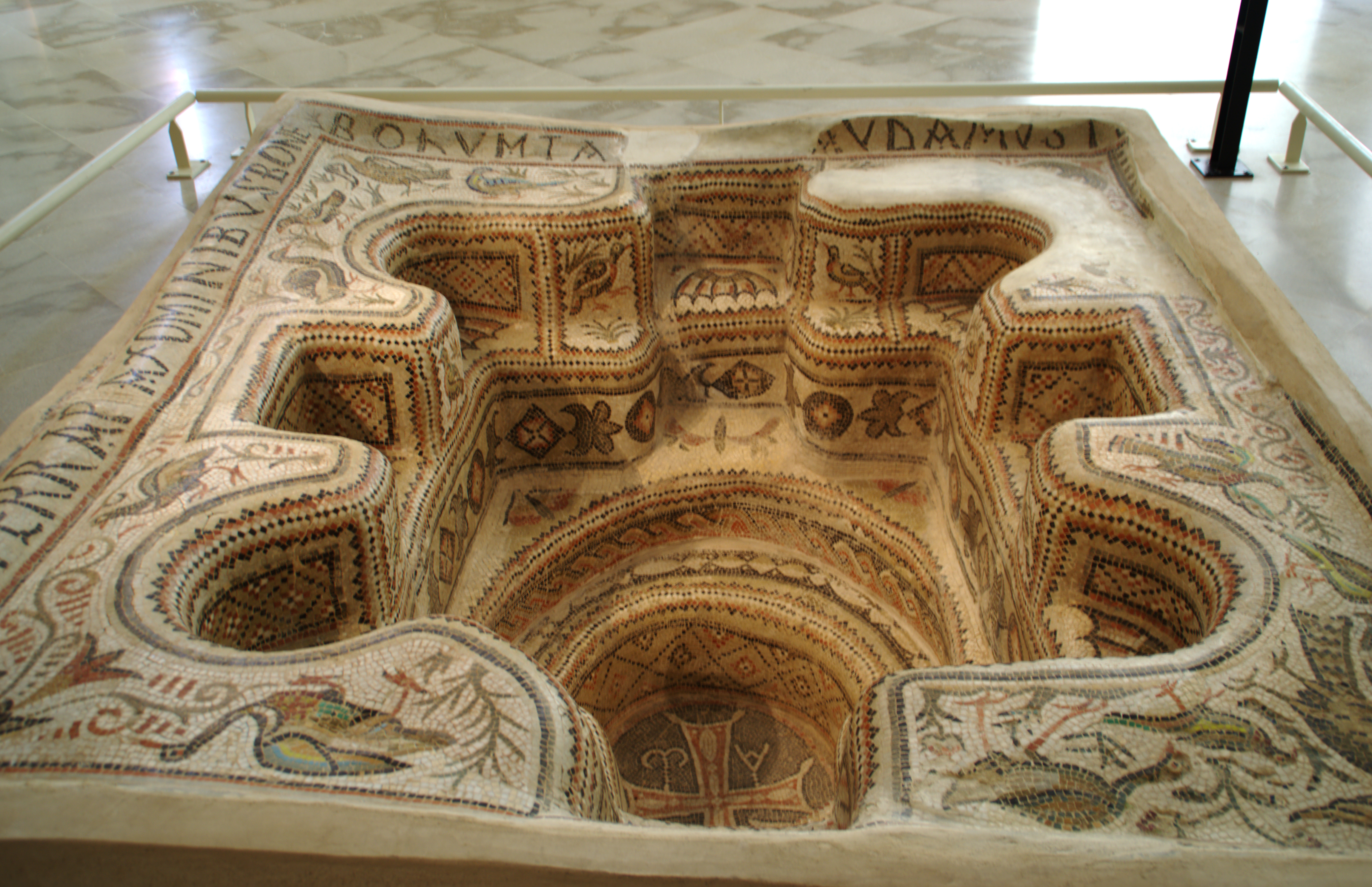
Baptisterium von Bekalta, Tunesien
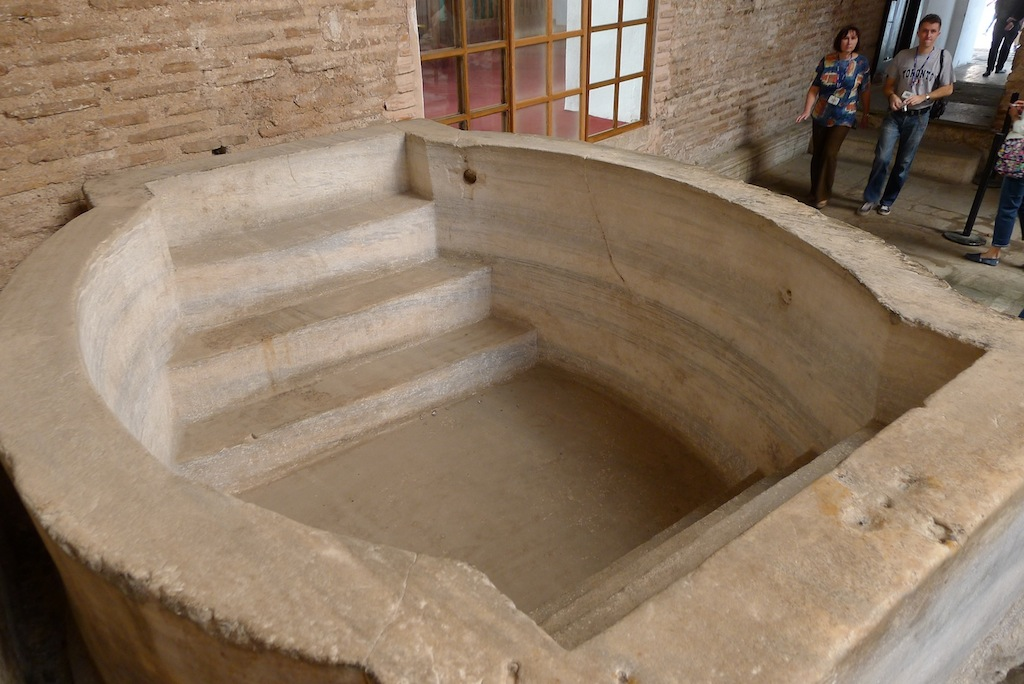
Taufpiscina der Hagia Sophia, Istanbul
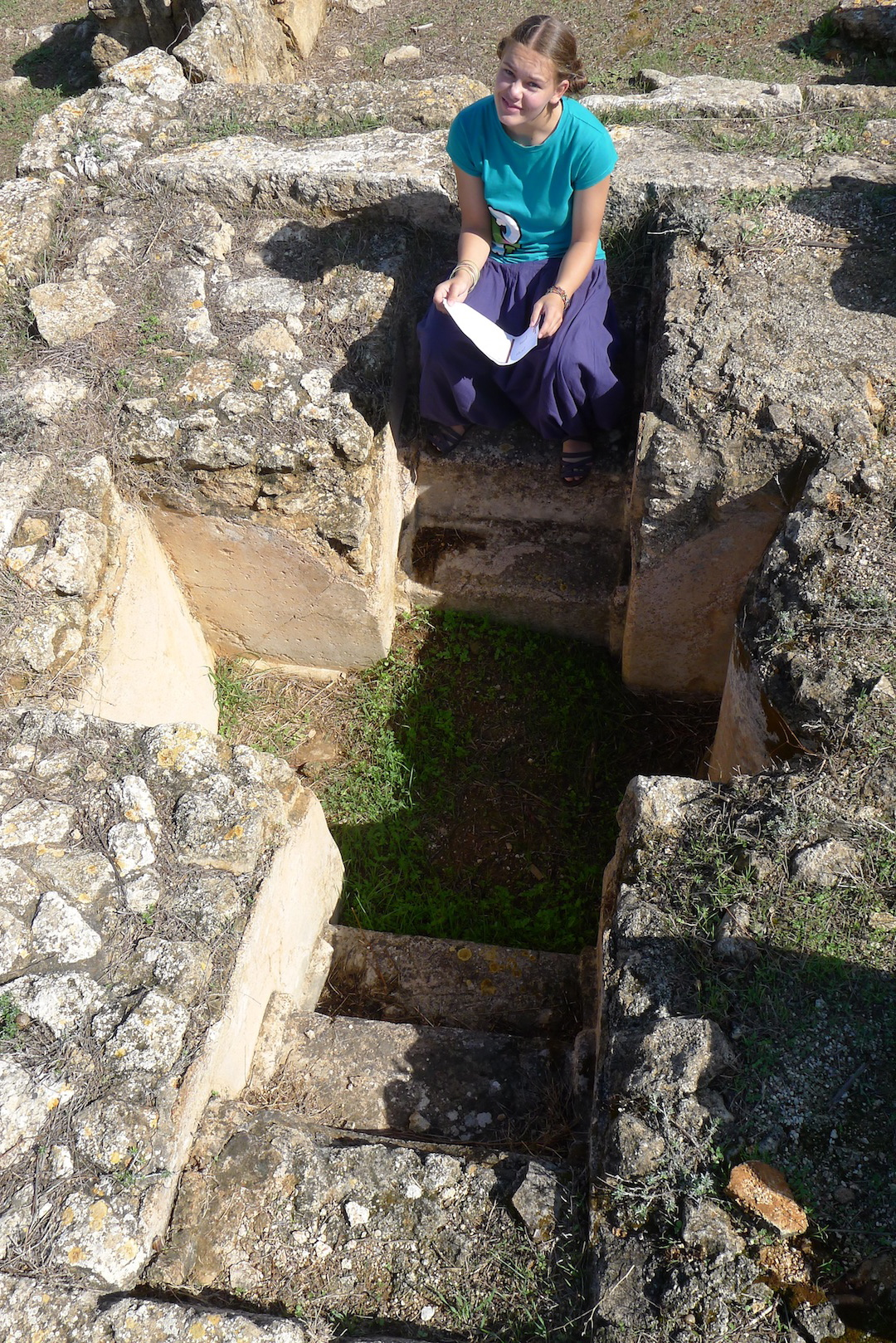
Eingelassene Taufpiscina in den Ruinen von Agia Trias, Zypern
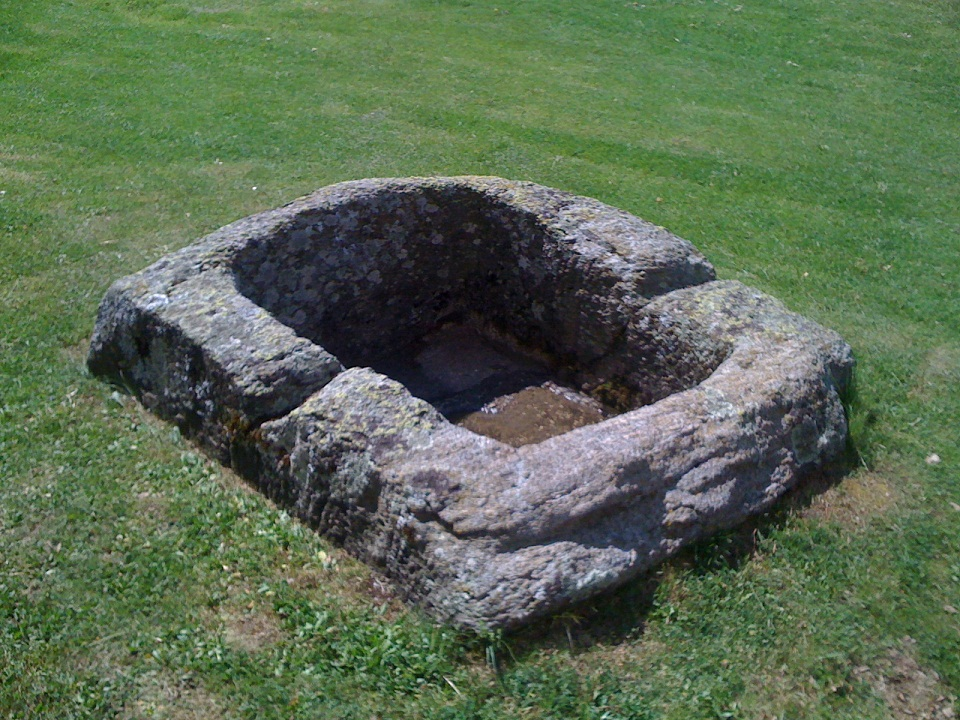
Mittelalterliches Taufbecken in Waitschach (Kärnten)

Mit zunehmender Verbreitung des Christentums wurden mehr und mehr Kinder getauft, weshalb Taufbecken – sehr viel später auch Cuppa oder Tauffünte genannt – im Osten seit dem 6./7. Jahrhundert und im Westen seit der Karolingerzeit üblich wurden.

## Gestaltung

### Formen
Die frühesten freistehenden Taufsteine sind auf dem Boden stehende Monolithen, oft mit Reliefs, Ornamenten oder Figurinen kunstvoll verziert. Auch aus Bronze wurden Taufbecken gefertigt, z. B. mittelalterliche Bronzefünten des niederdeutschen Kulturraums. Weitere Bezeichnungen für diese ersten Taufbecken sind Taufkufe (Kufe = Eimer) und Taufkübel. Beide Begriffe verdeutlichen klar das noch fassartige Aussehen. In der weiteren Entwicklung wurden diese erste Becken auf Stützen gestellt. Diese Stützen konnten als Tiere, Dämonen oder Mischwesen ausgebildet sein und dienten der Abwehr des Bösen. Beim Übergang von der Romanik zur Gotik wurden die Becken stetig schmaler und höher, sodass sich allmählich eine Kelchform herausbildete. Die Taufsteine bestanden nun meist aus einem Fuß, einem Schaft und einem mehr oder weniger voluminösen Becken. Die dämonenabwehrenden Figuren der Romanik wandelten sich gleichzeitig in Darstellungen von Engeln und Symbole der Evangelisten oder fielen ganz weg. Fuß und Schaft des Unterbaues wurden noch einmal schmaler, bis sie sich in der Renaissance- und Barockzeit zu säulenartigen Stützen einer nur noch eine geringe Wassermenge fassenden Taufschale hin entwickelten.
Häufig sind Becken heute rund oder auch achteckig, z. B. in Anspielung an die sieben Schöpfungstage und die „neue Schöpfung“ oder auch an die Beschneidung Jesu, die nach jüdischem Brauch am achten Tag nach der Geburt erfolgte. Im Mittelalter ebenfalls häufig ist eine Gestaltung, die sich an der Beschreibung des „ehernen Meeres“ im salomonischen Tempel (1 Kön 7,23-27 ) orientiert. Einige moderne dreieckige Becken symbolisieren die Trinität von Vater, Sohn und heiligem Geist.
In der Feier der Osternacht wird nach abendländischer Tradition das Taufwasser geweiht. Der Taufstein war also durchgängig mit Wasser gefüllt, das nur einmal im Jahr erneuert wurde; als Schutz vor Verunreinigungen und Verdunstung besaßen die meisten Taufsteine einen metallenen oder hölzernen Deckel. Seit der Liturgiereform des 2. Vatikanischen Konzils wird das Taufwasser in katholischen Kirchen nur für die Osterzeit aufbewahrt, ansonsten für jede Tauffeier eigens geweiht.

#### Romanik

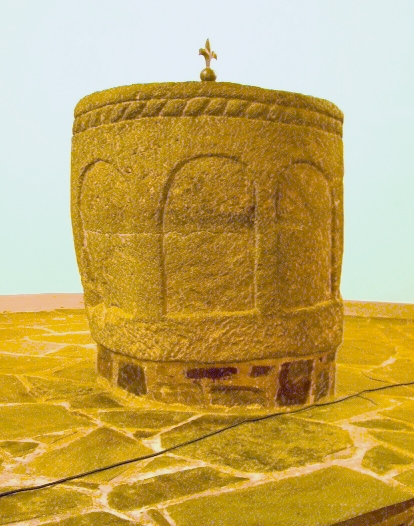
Feldkirche Neuwied
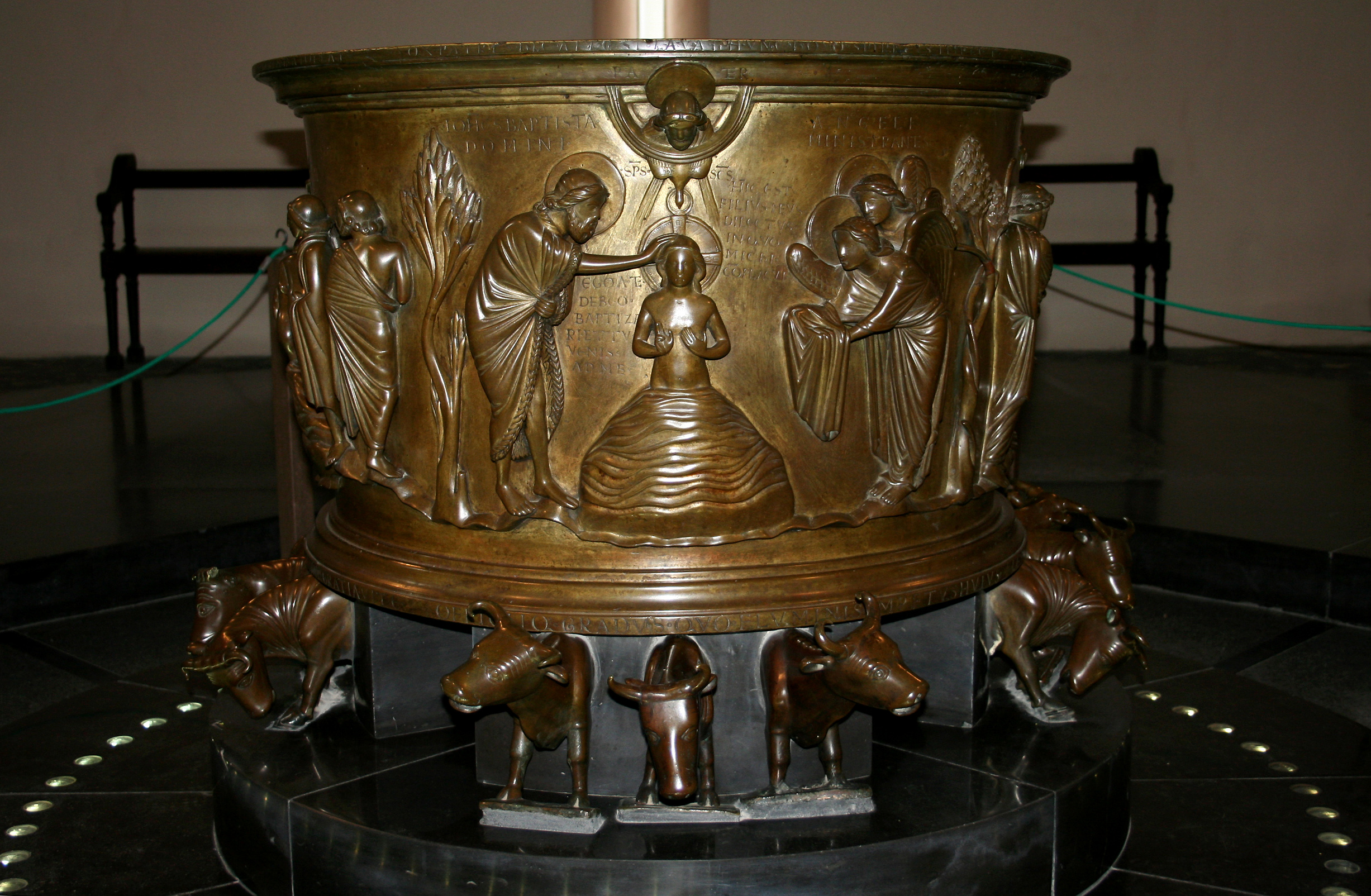
Bronzearbeit von Reiner von Huy aus St. Bartholomäus, Lüttich
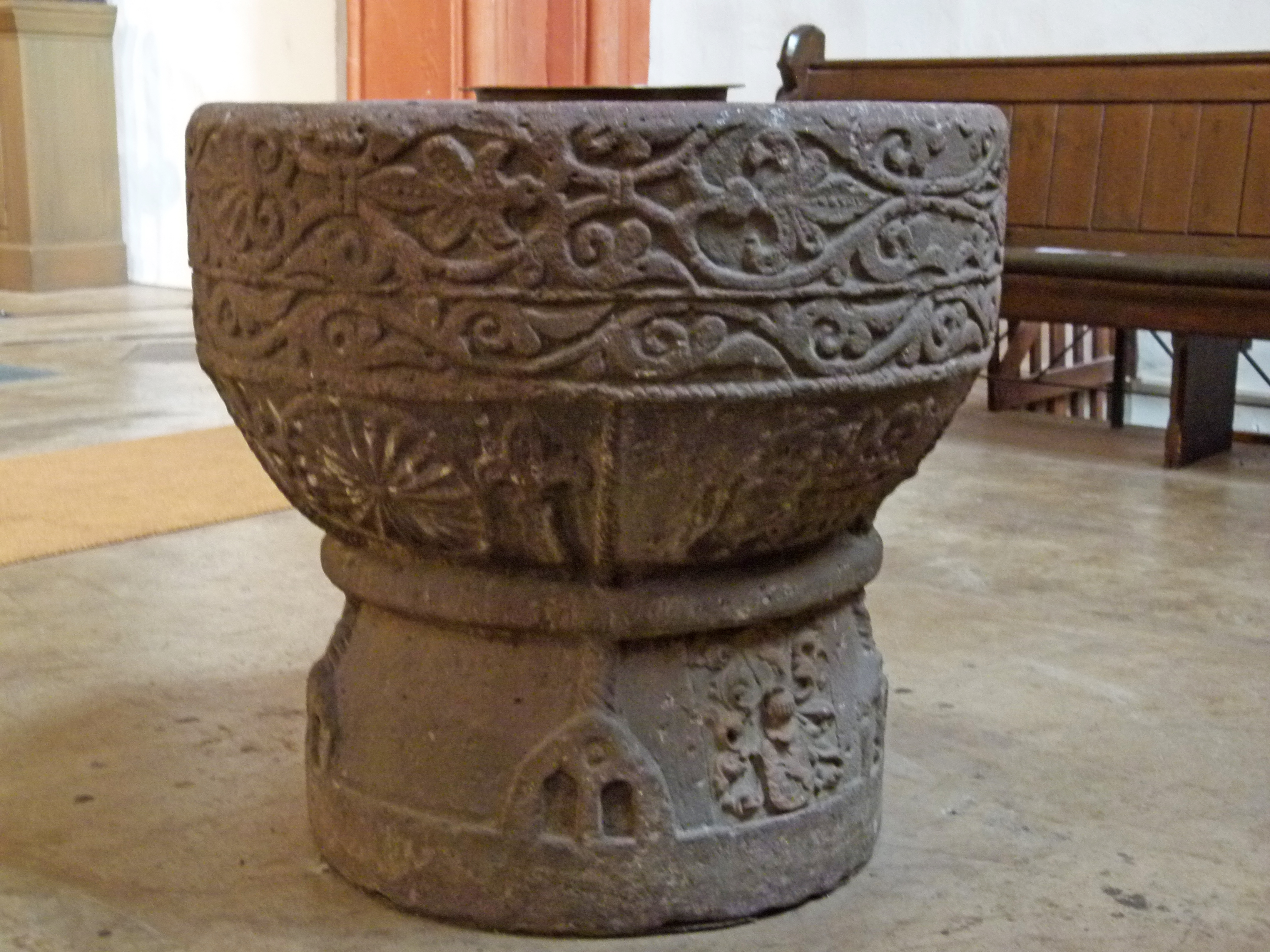
Marktkirche St. Jacobi (Einbeck)
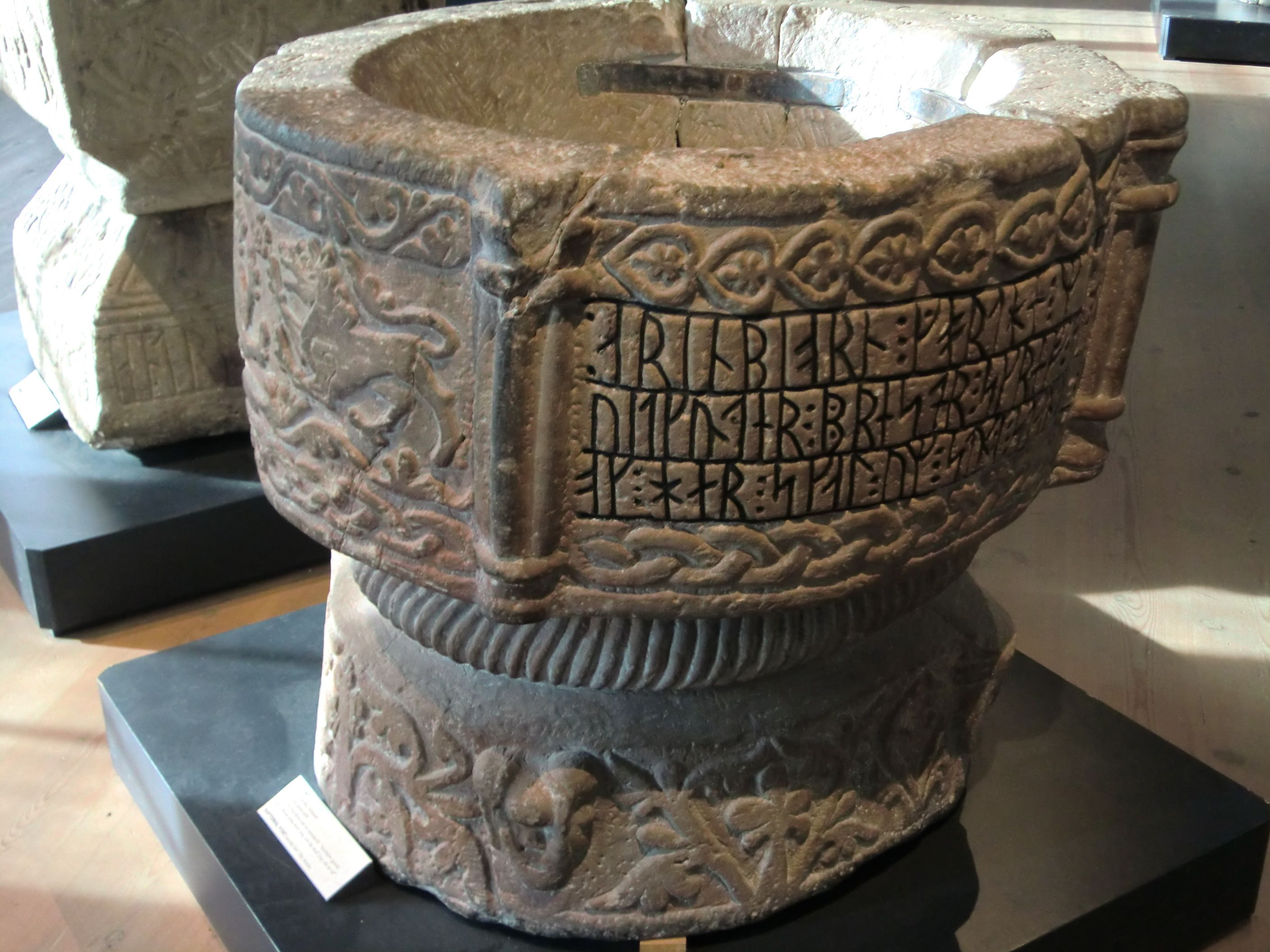
Burseryd (Schweden) im Staatlichen historischen Museum

#### Gotik

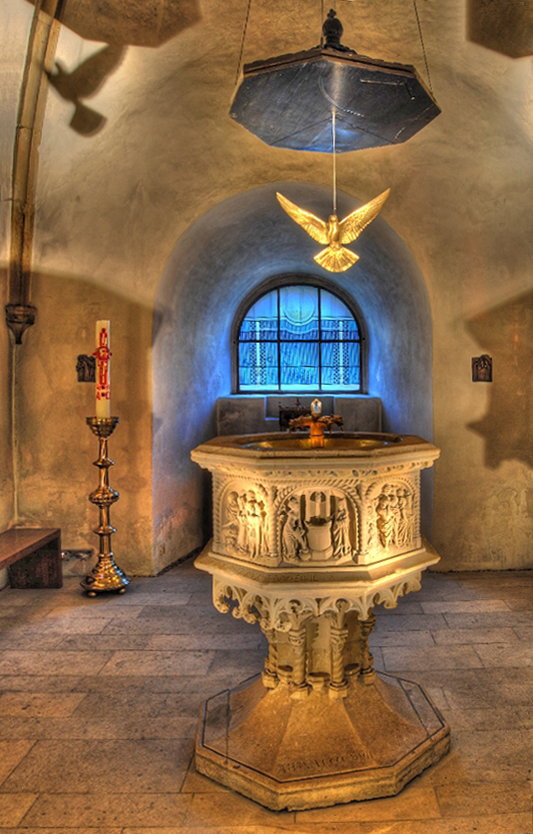
St. Johannes der Täufer (Billerbeck)
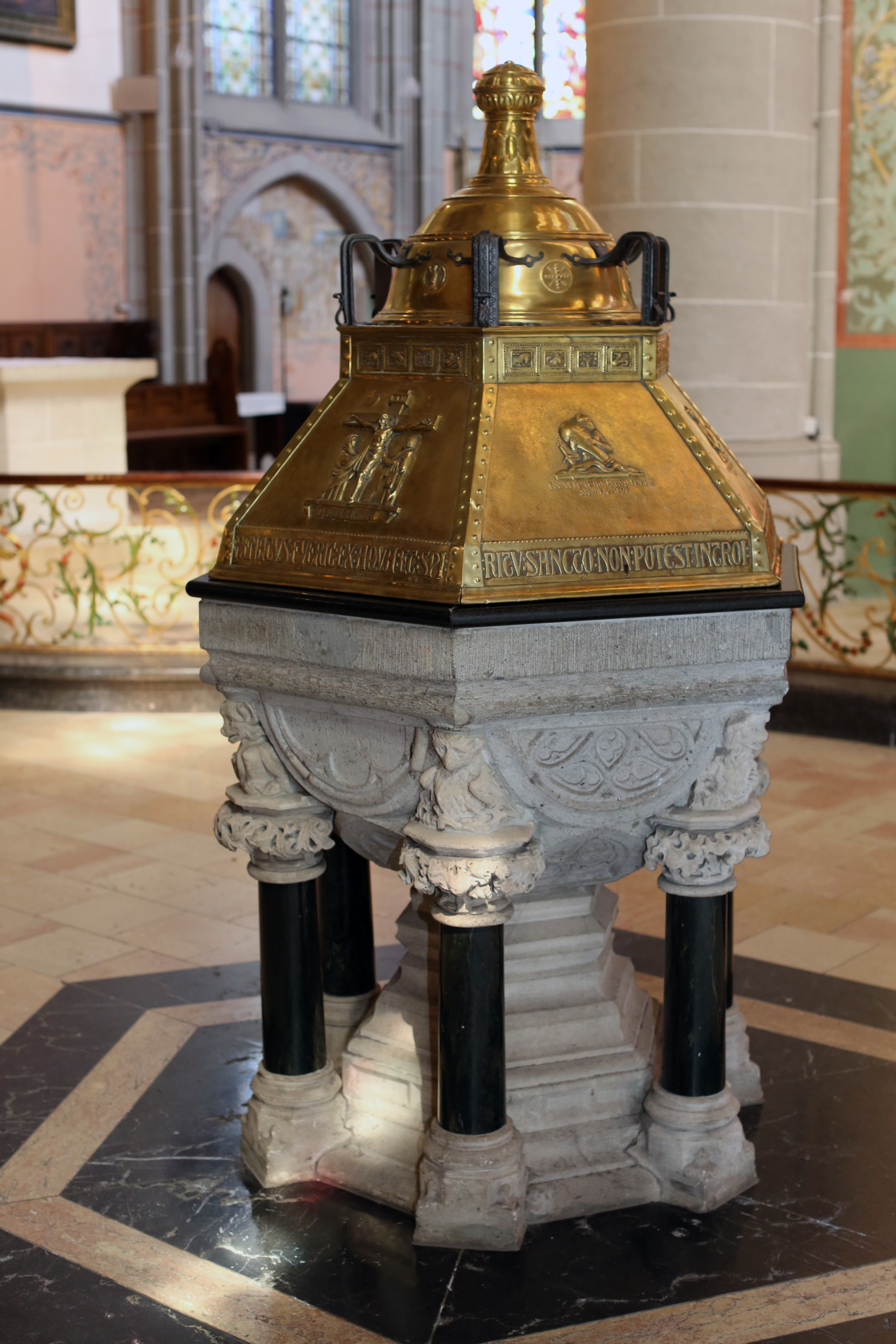
St. Laurentius (Ahrweiler)
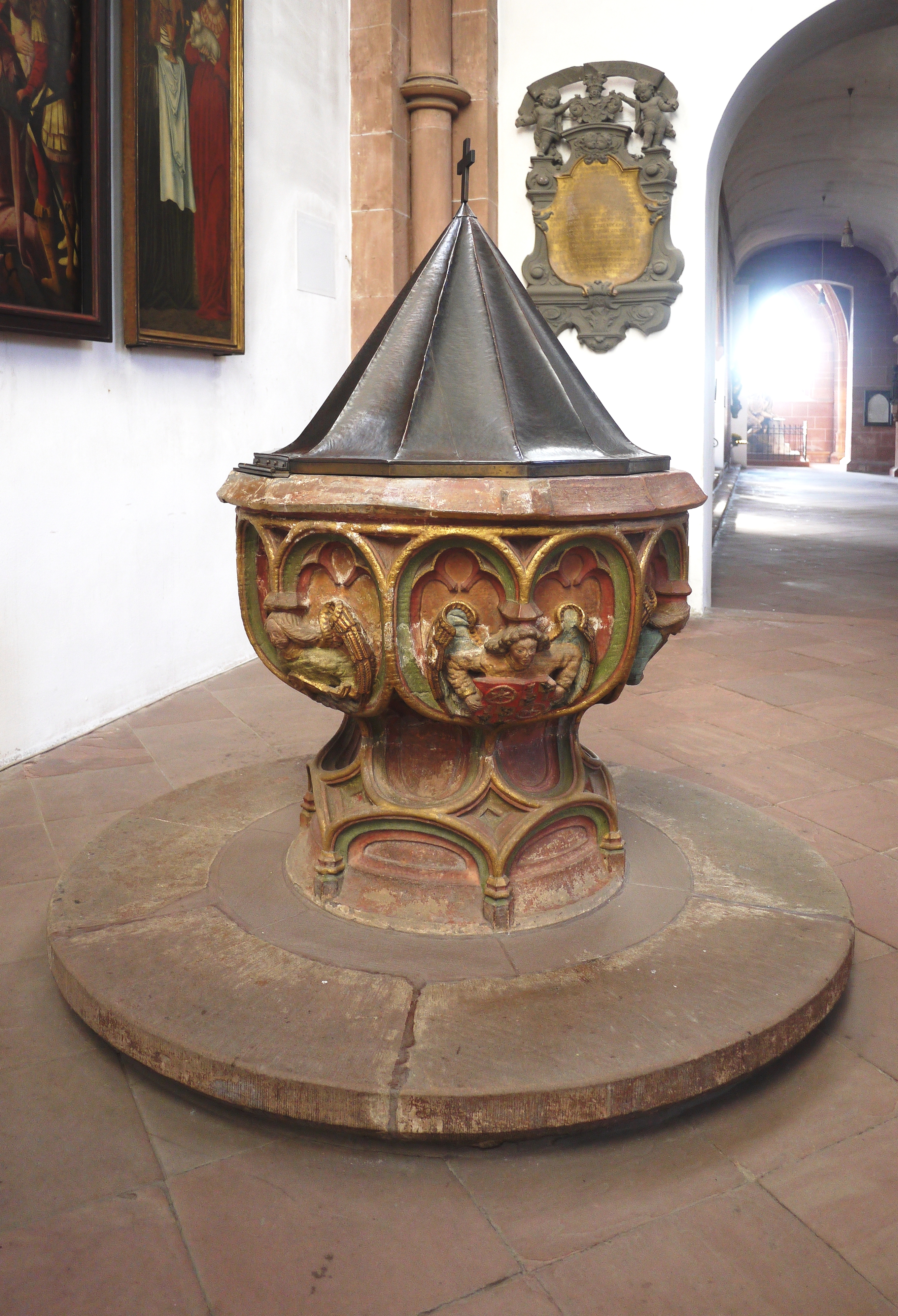
St. Peter und Alexander (Aschaffenburg)
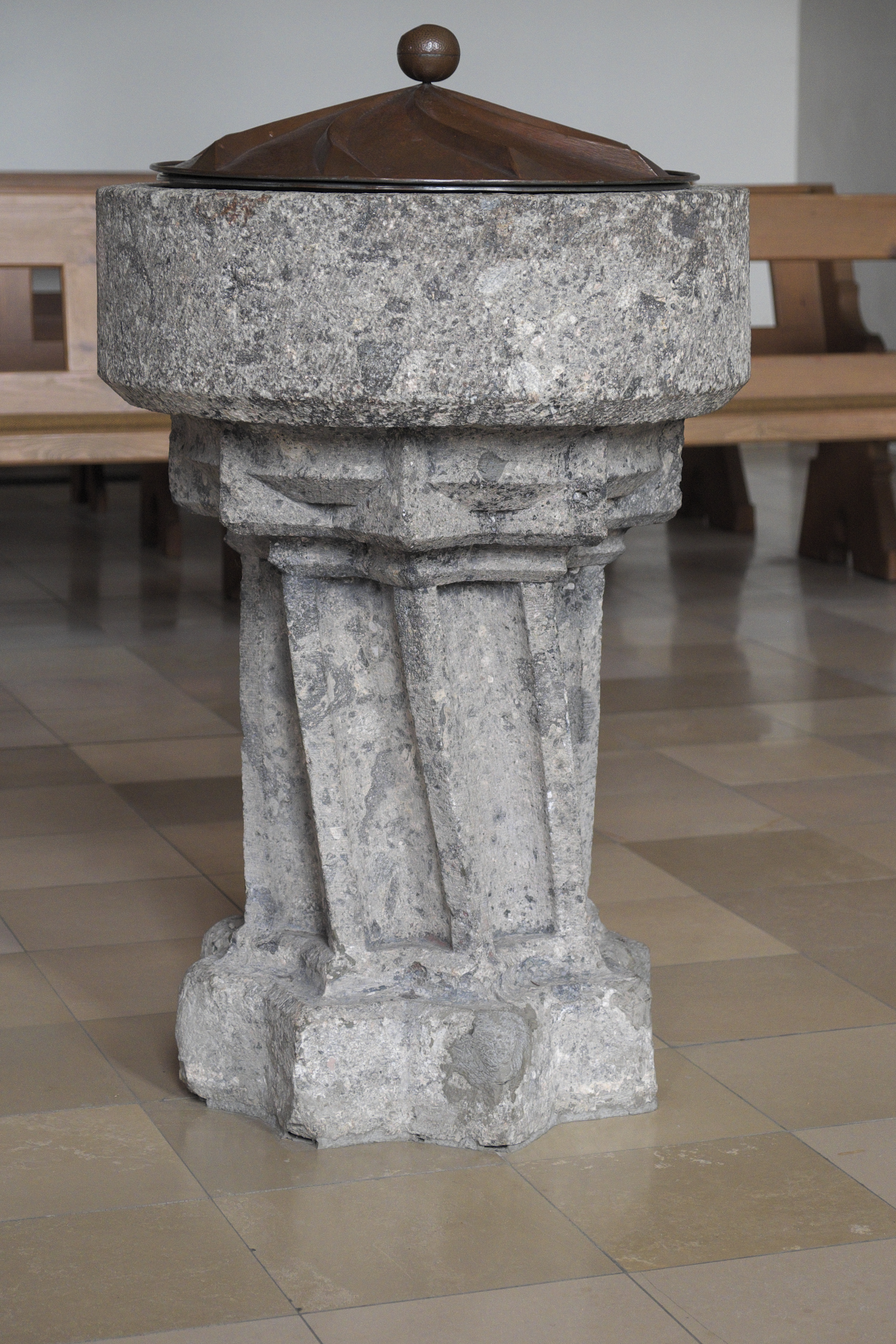
Stadtkirche St. Blasius (Bopfingen)

#### Renaissance

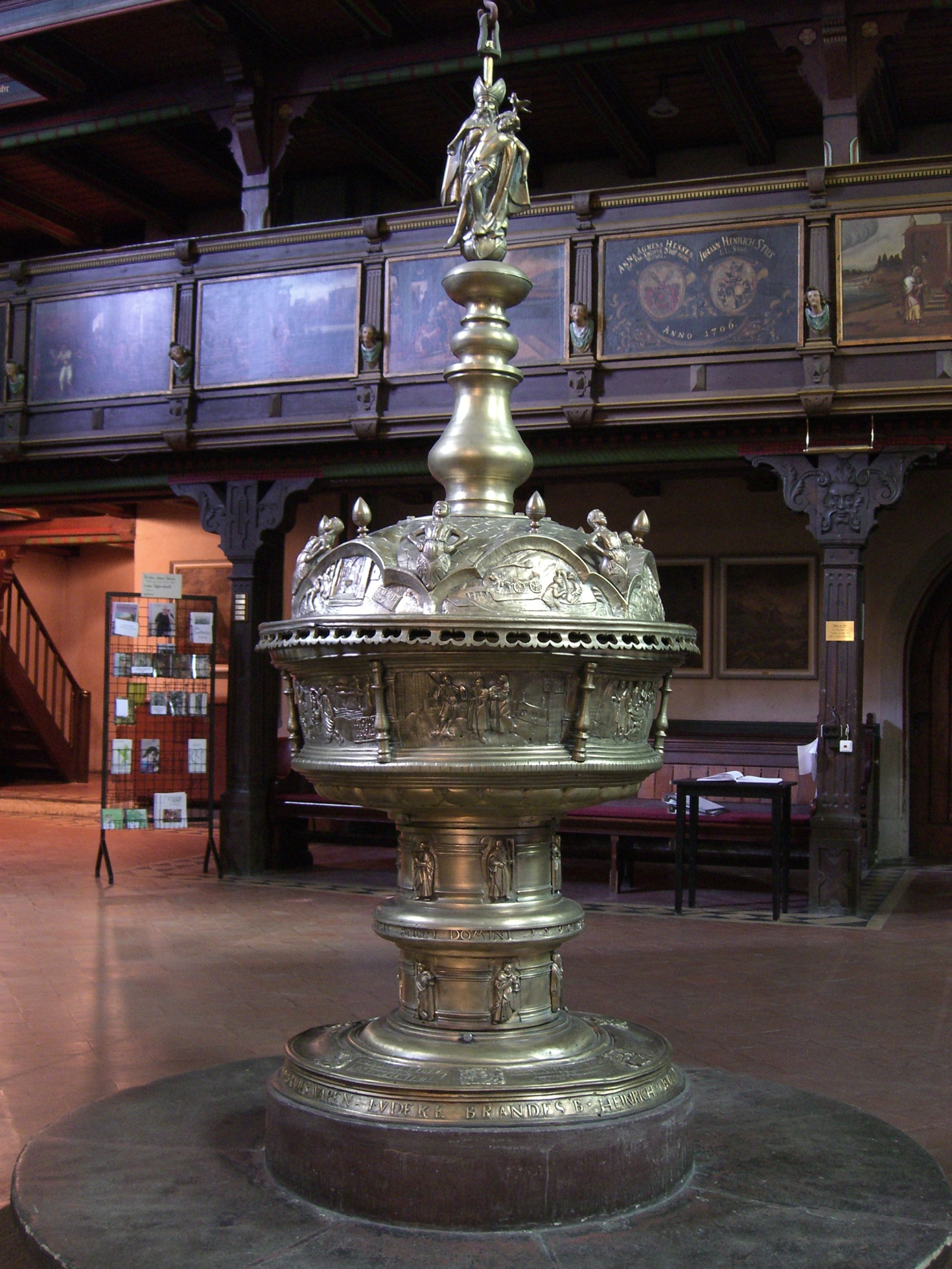
St.-Stephani-Kirche (Helmstedt)
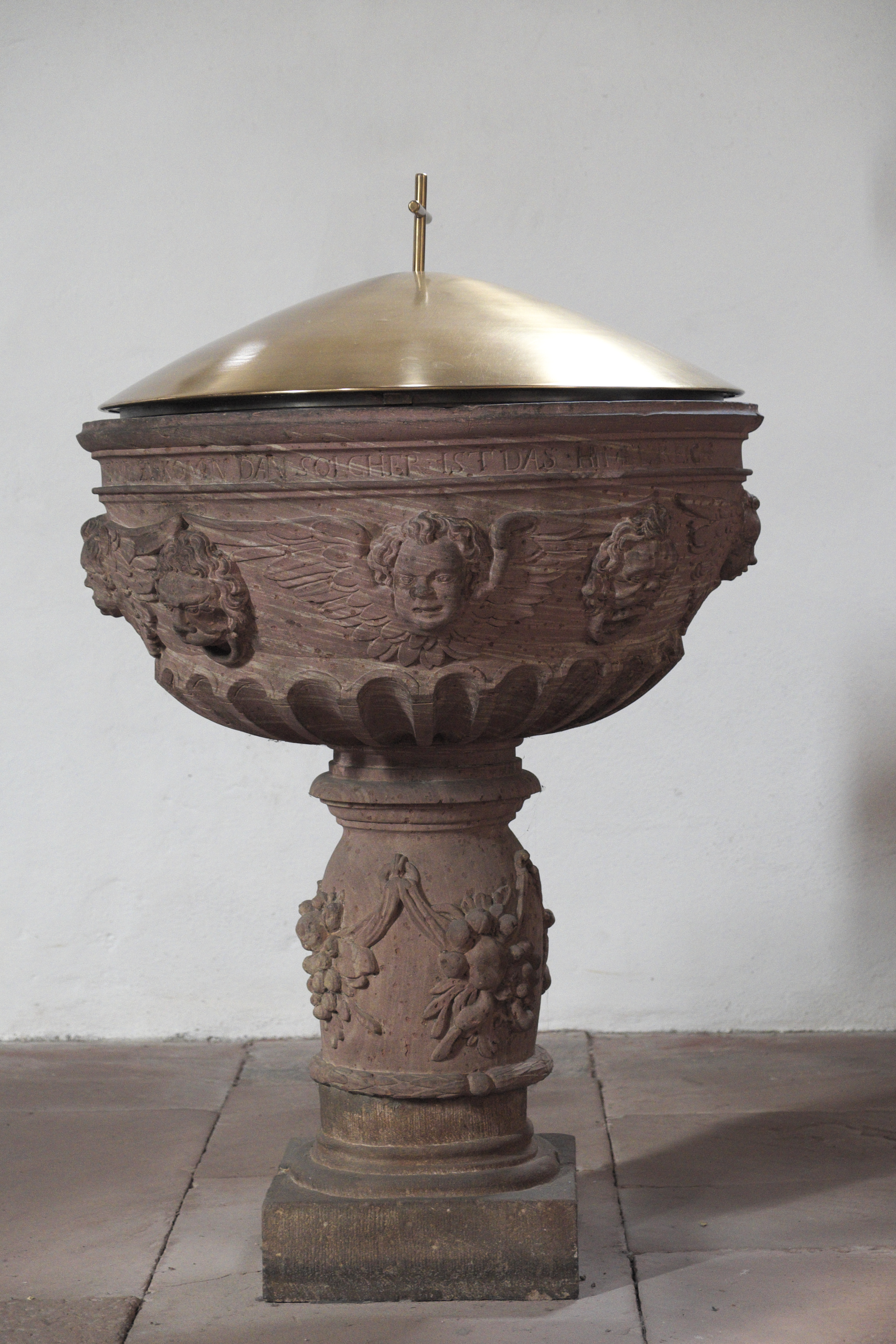
Katholische Martinskapelle Bürgstadt
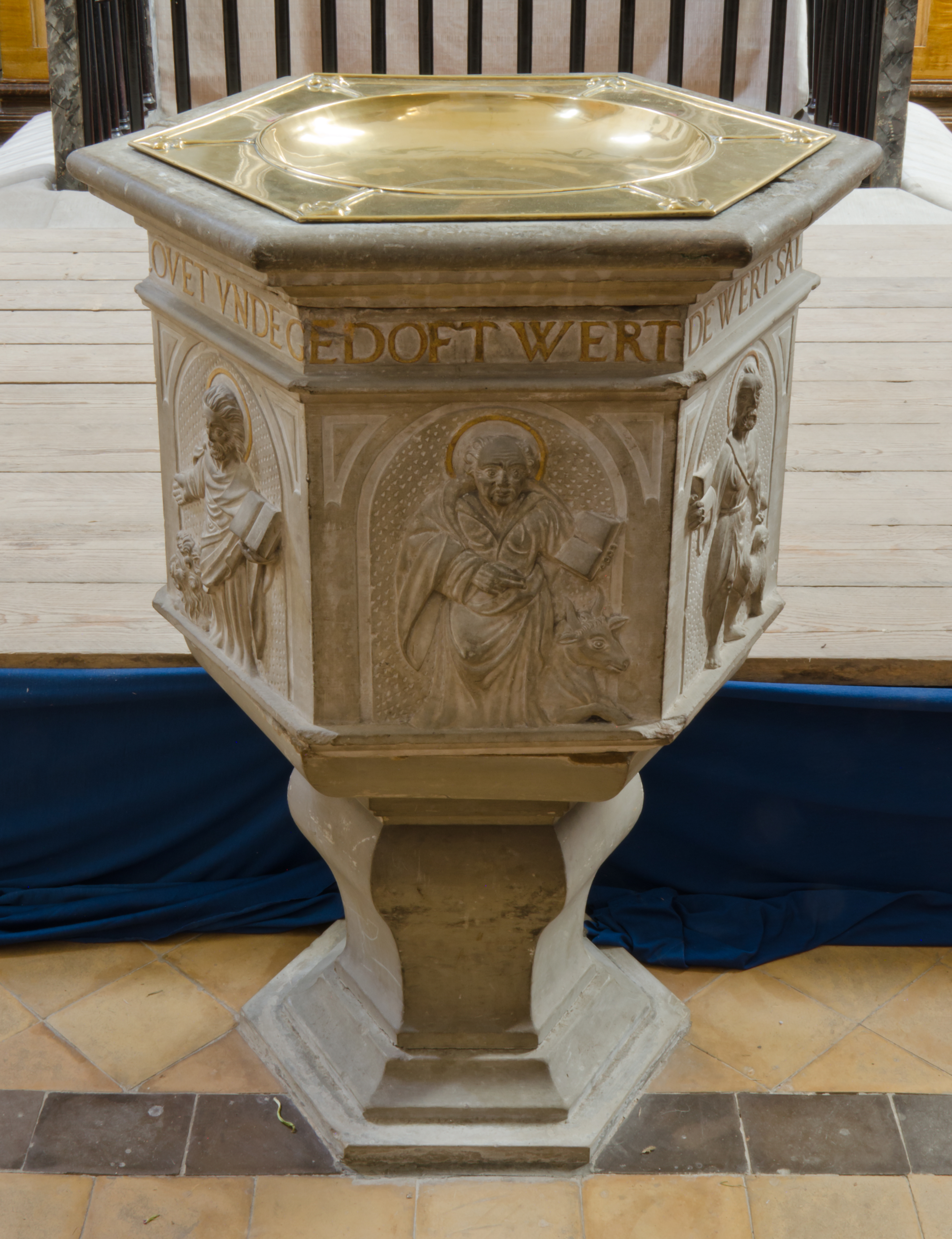
St. Paulus (Schwaan)
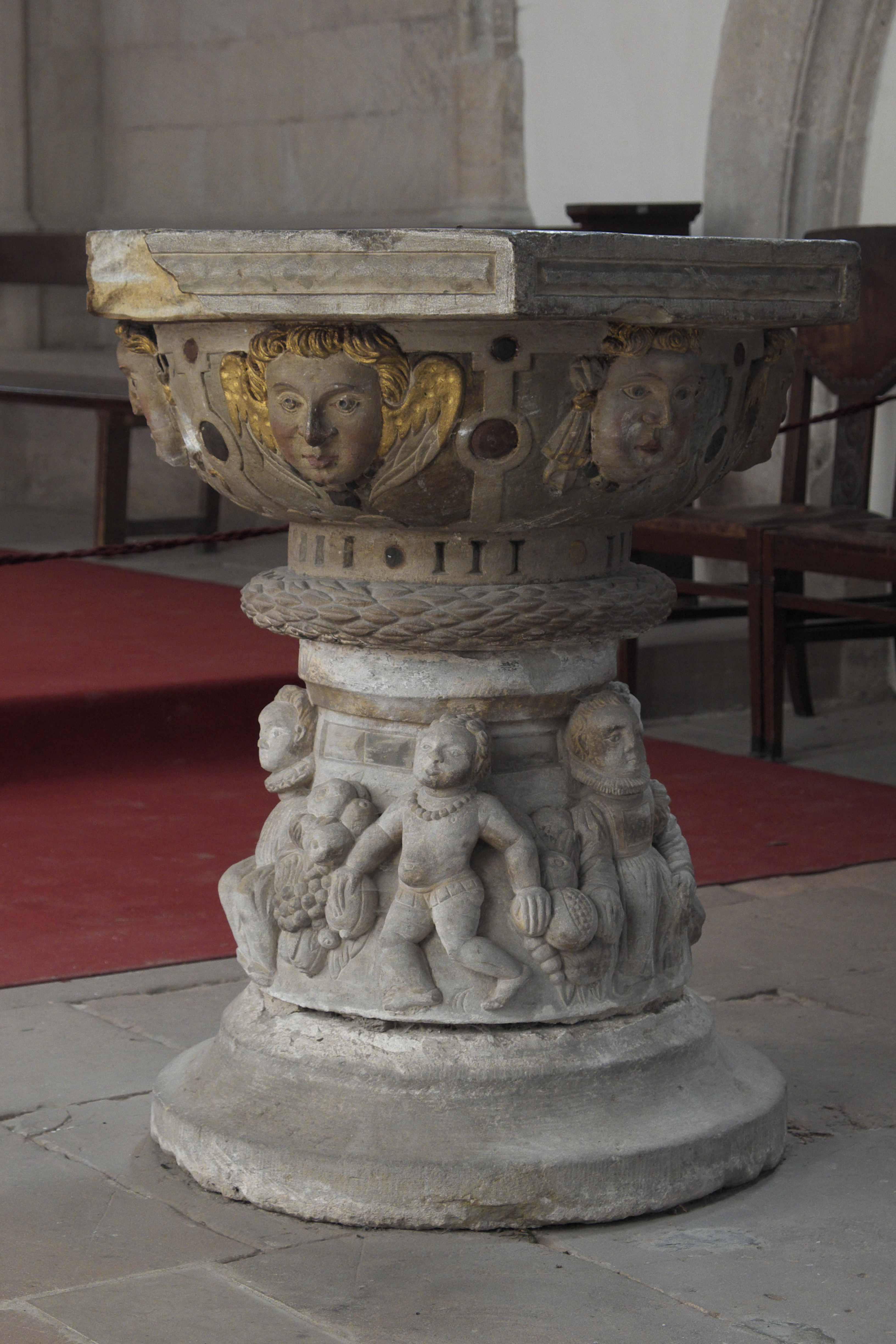
Marienkirche Freyburg (Unstrut)

#### Barock

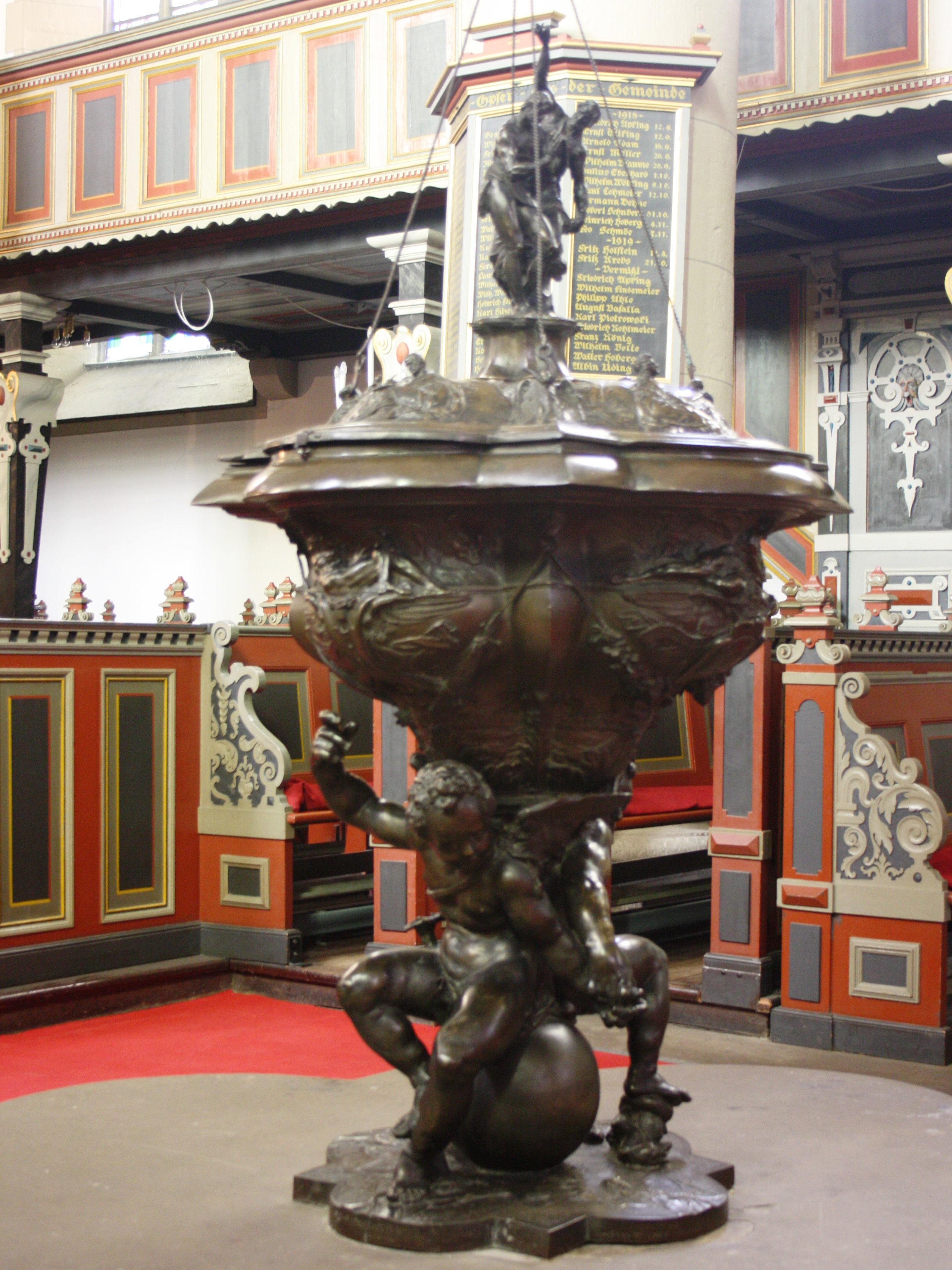
Bückeburger Stadtkirche, Adriaen de Vries 1615
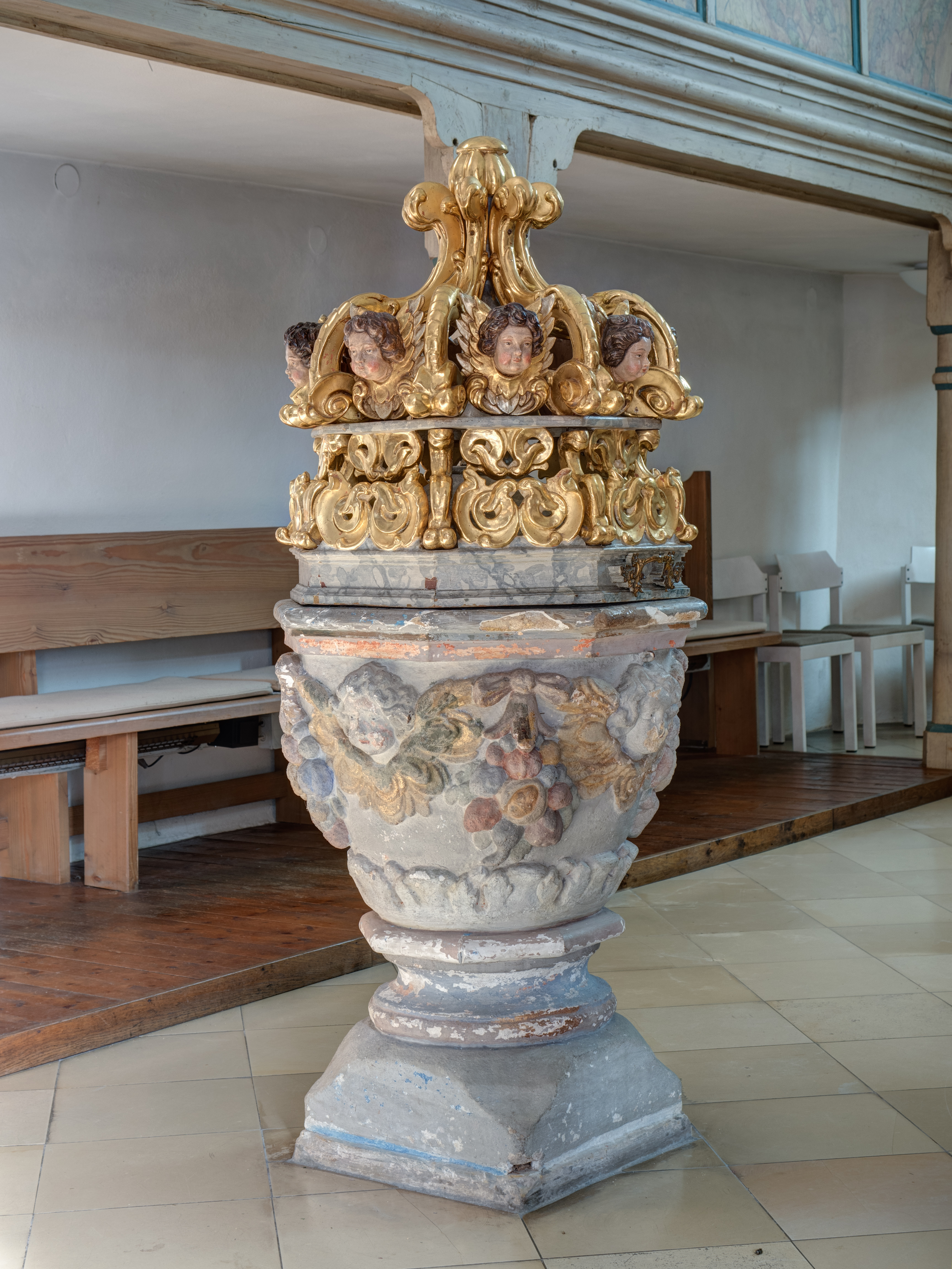
Muggendorf St. Laurentius
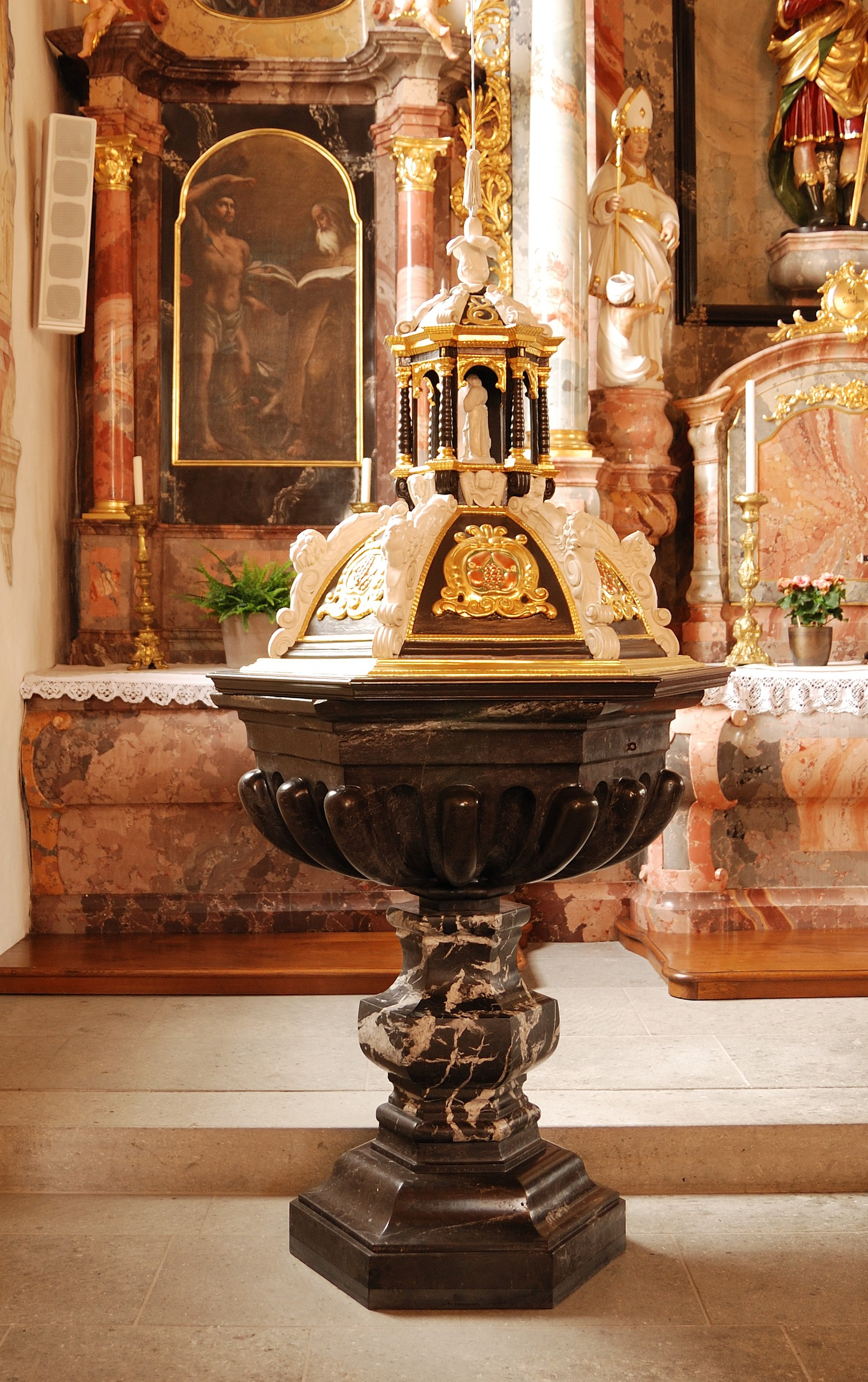
Stadtkirche Bremgarten, 1650/1660
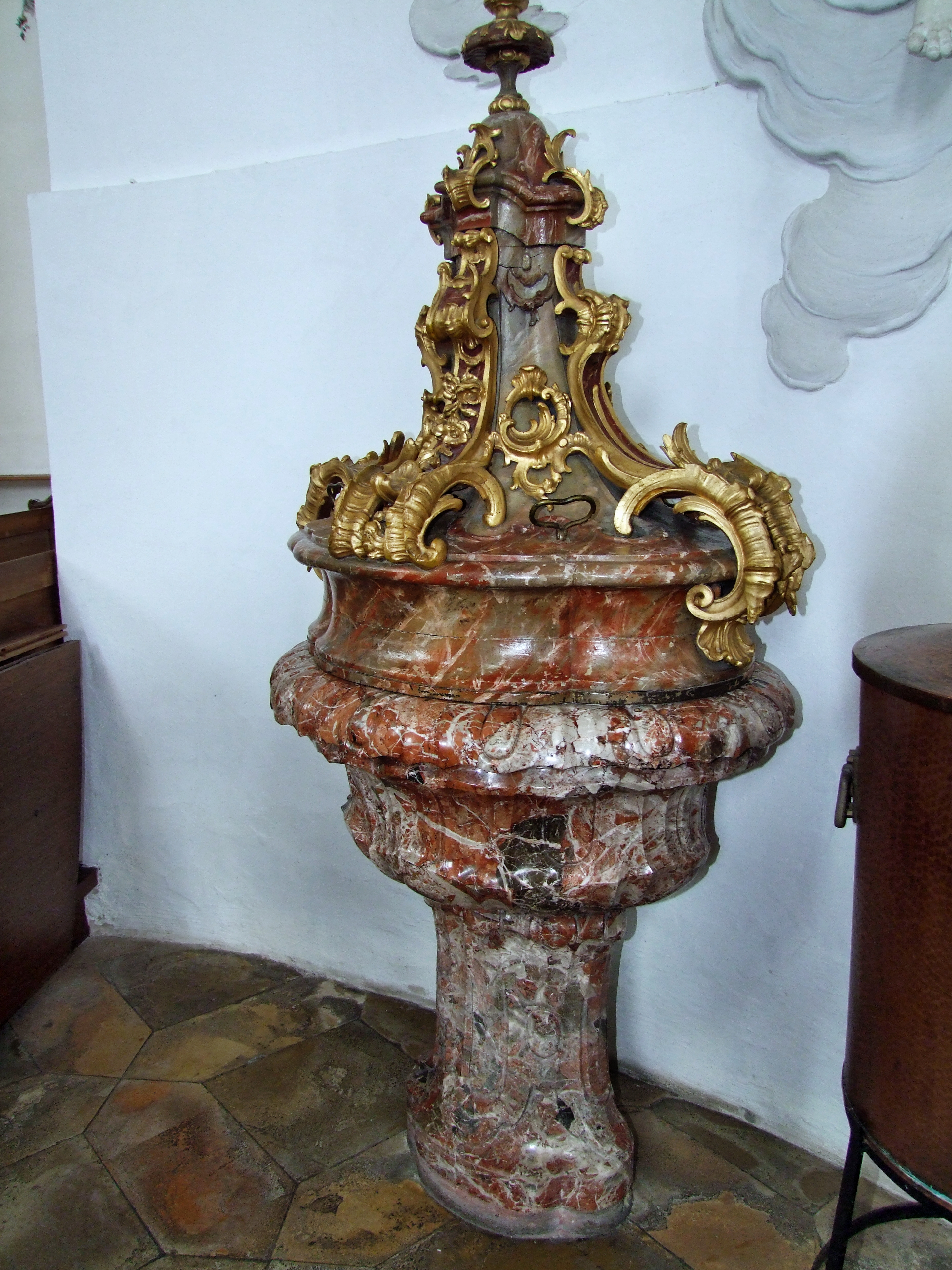
Basilika Ottobeuren

#### Sonderformen
Eine Tauflese, die Kombination aus Taufbecken und Lesepult, befindet sich in der Kirche Schmannewitz. Das gotische Taufbecken in La Baussaine vereint einen Behälter für die Aufbewahrung des Taufwassers mit dem Becken für die Taufe.

### Fassungsvermögen
Die Fassungsvermögen betrugen in der Regel 150 bis 180 Liter, in Einzelfällen sogar bis zu 420 Liter. Ausmessungen des Bremer Eichamtes im Jahre 2000 von insgesamt 51 Bronzetaufbecken aus romanischen und frühgotischen Kirchen aus dem 13. und 14. Jahrhundert ergaben, dass sie in der Regel auch ein bestimmtes Volumen als Eichmaß verkörperten. Die dargestellten Volumina waren zum Beispiel 1 Ohm, 1 Oxhoft, 1 Malter oder 2 Scheffel.

## Heutige Situation
In der Westkirche ging man nicht zuletzt wegen möglicher gesundheitlicher Beeinträchtigung durch Untertauchen der Neugeborenen zum Begießen oder Besprengen des Täuflings mit dem Taufwasser über. Ab dem Barock wurden immer häufiger Taufschalen eingesetzt, die auch Haustaufen erlaubten. Sie fassen etwa ein bis zwei Liter Wasser und sind in der Mehrzahl aus Messing oder Silber. Manche Taufschalen sind kostbar verziert, manche tragen nur schlichte Widmungsinschriften. Dort, wo alte Taufsteine vorhanden sind, sind die Taufschalen oft darauf befestigt. Die Taufständer jüngerer Kirchen sind häufig den alten Taufsteinen nachempfunden.

### Lutherische und Reformierte Kirchen
Die überlieferten Taufsteine oder Taufbecken des Mittelalters wurden weiter verwendet, aber sie waren nun leer und wurden anlässlich einer Taufe mit Wasser gefüllt. Dazu diente die Taufkanne, „die ein speziell lutherisches Gerät ist“.
In lutherischen Kirchen wurde nach 1700 der Taufengel beliebt, der die Taufschale in den Händen hält. Er „schwebte“ oben im Kirchenraum und wurde für die Taufhandlung herabgesenkt. Die Taufengel waren eine Modeerscheinung, begünstigt durch das Fehlen von Vorschriften zur Gestaltung liturgischen Inventars. Eine andere Innovation lutherischer Kirchen im 18. Jahrhundert war die praktische Verbindung von Taufstein und Lesepult. Der Deckel des Taufsteins diente als Ablage für liturgische Bücher. In reformierten Kirchen ist eine Kombination von Taufbecken und Abendmahlstisch verbreitet.

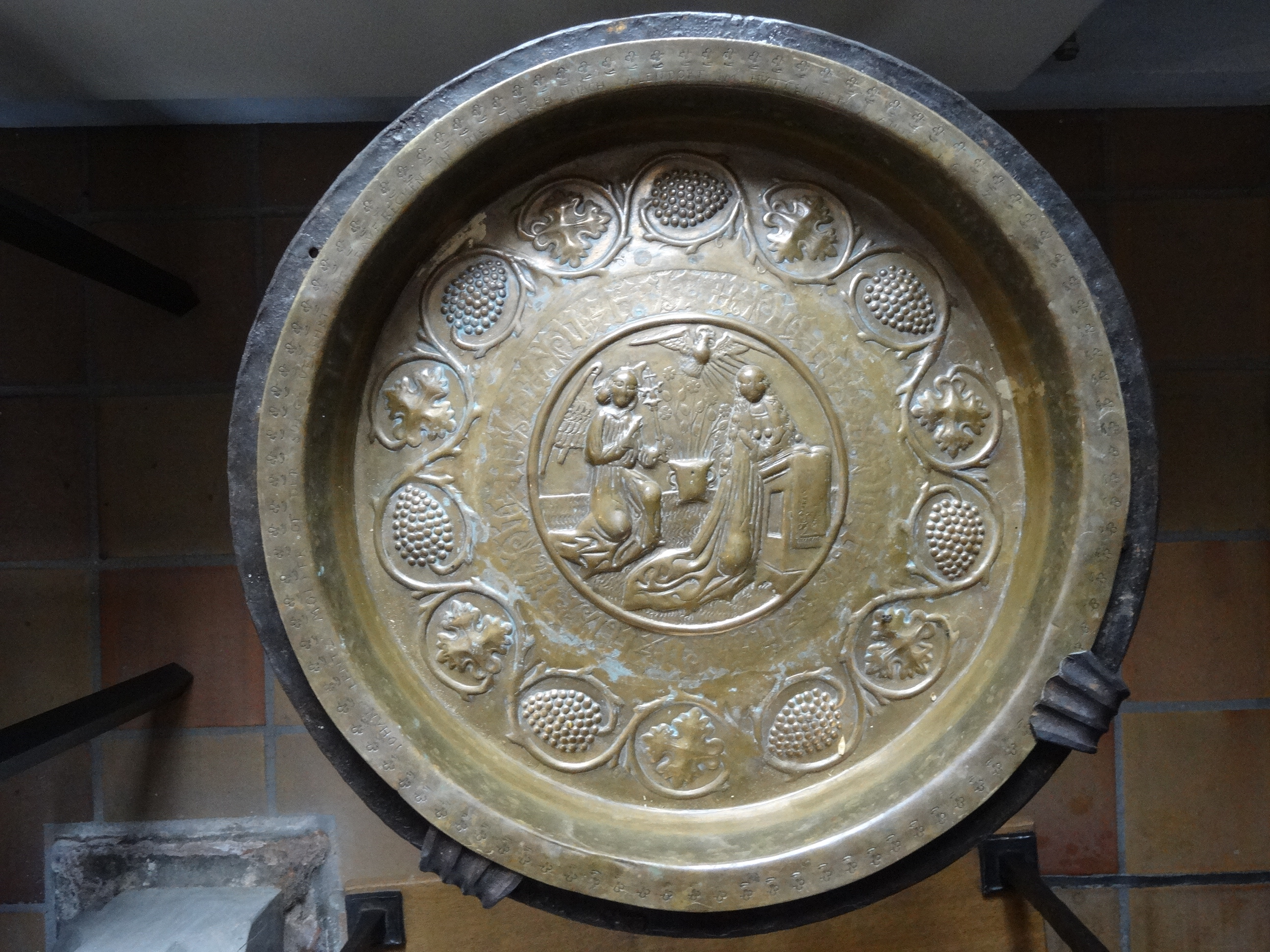
Taufschale, Ev. Kirche Allendorf/Lahn
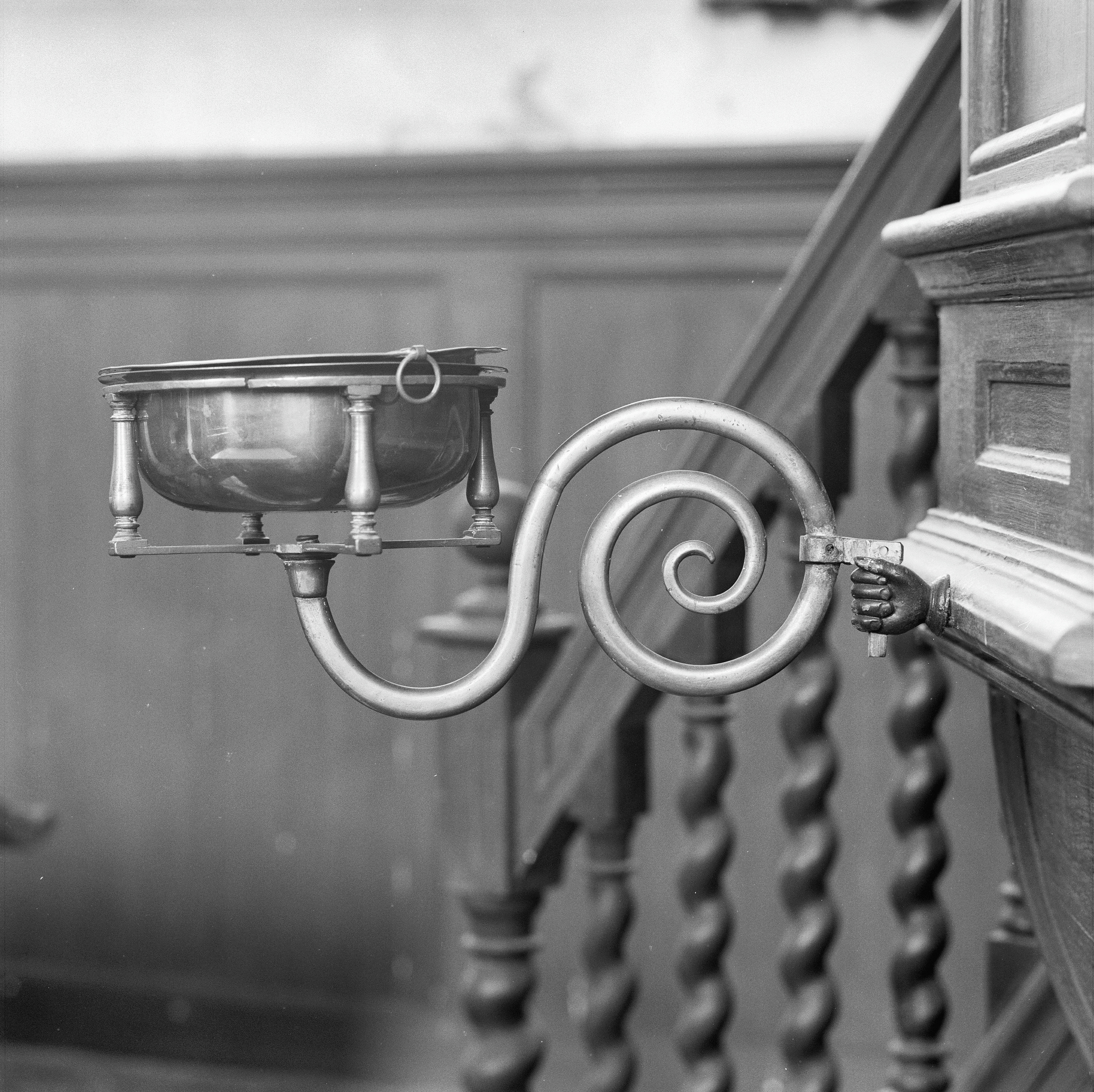
Taufschale in Poppenwier (Nederlands Hervormde Kerk)
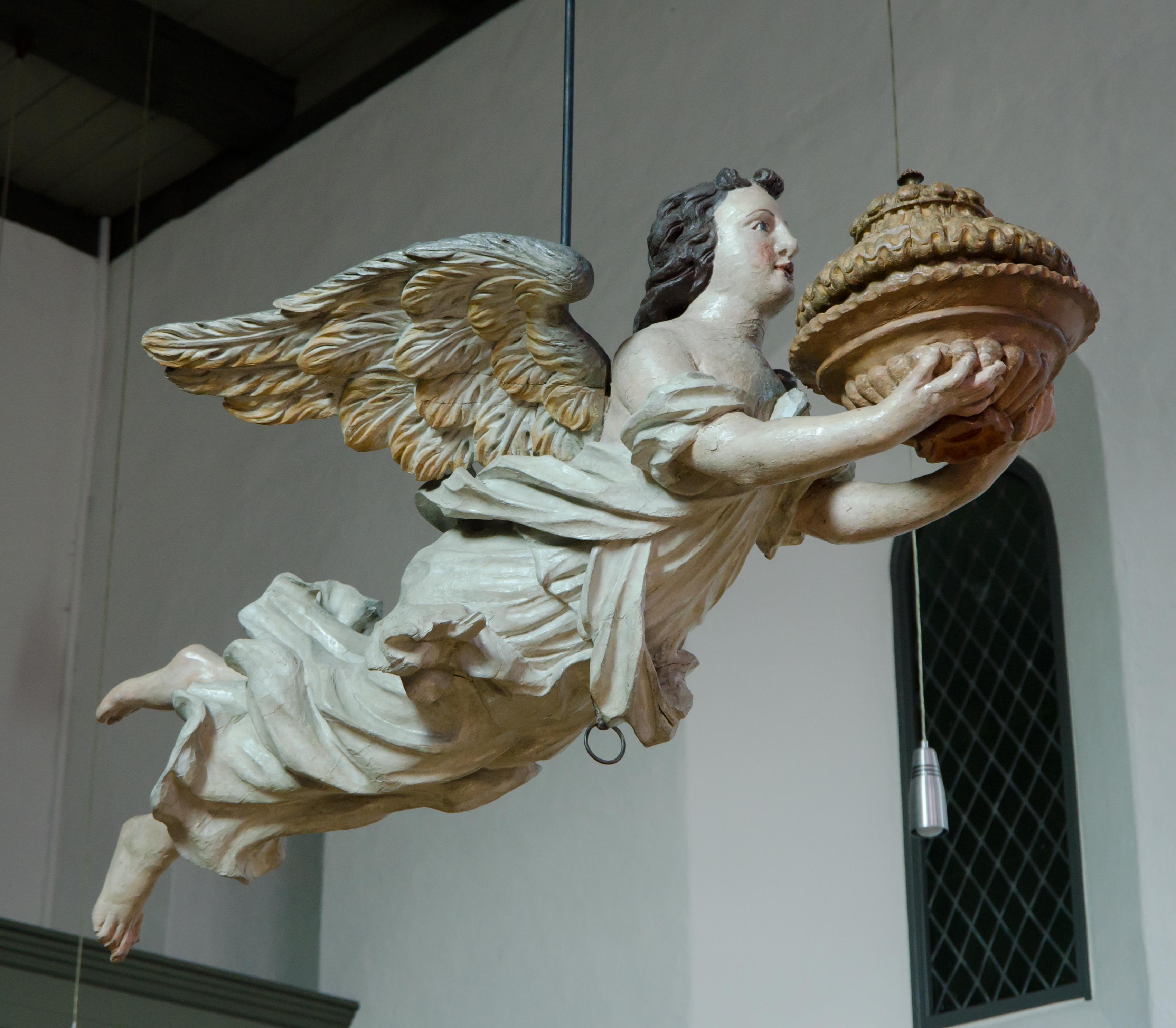
Taufengel in der Kirche von Preetz

### Orthodoxe Kirchen
Die orthodoxen Kirchen kennen bis heute die Taufe von Kindern durch Untertauchen. Weit verbreitet sind (relativ große) Taufbecken aus Metall. Am Rand haben diese Becken eine Halterung für drei Kerzen, die bei der Taufzeremonie als Symbol der Dreifaltigkeit aufgesteckt werden.

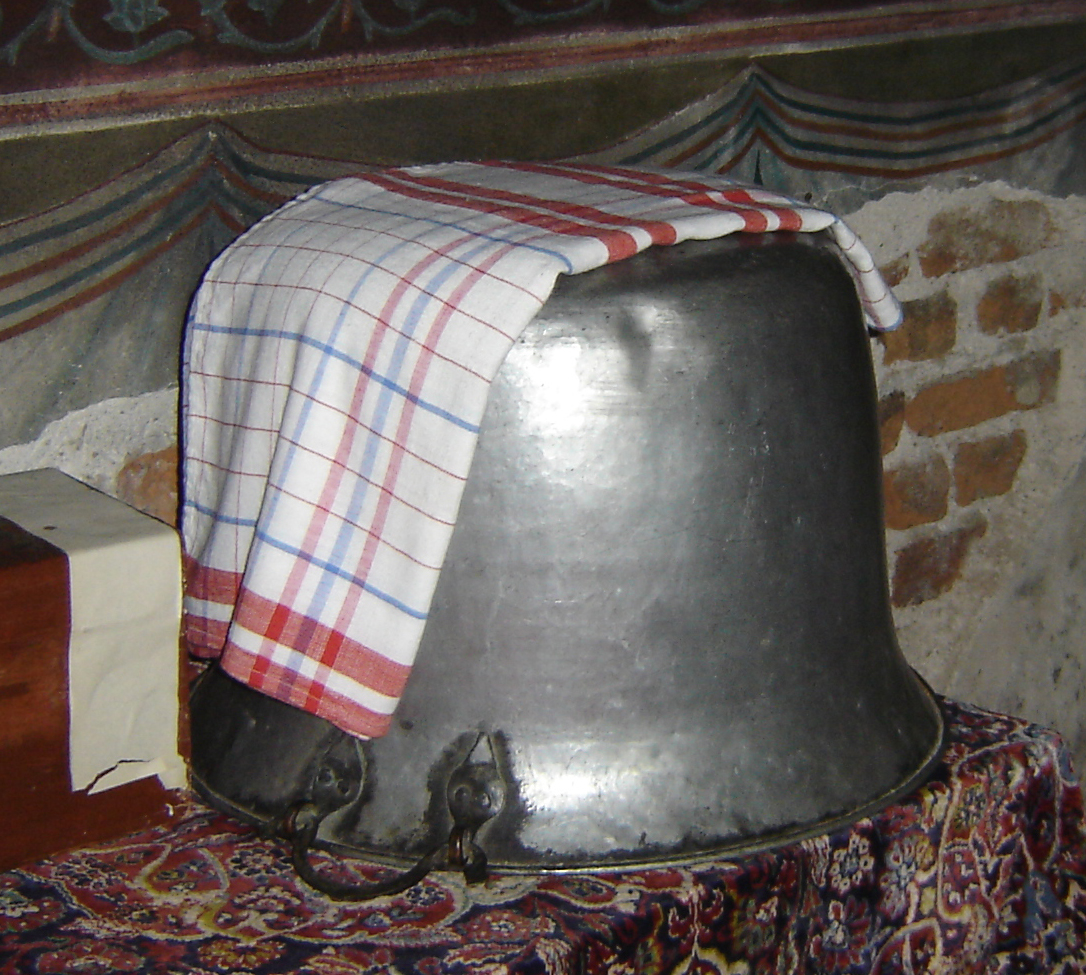
Taufbecken einer bulgarisch-orthodoxen Kirche
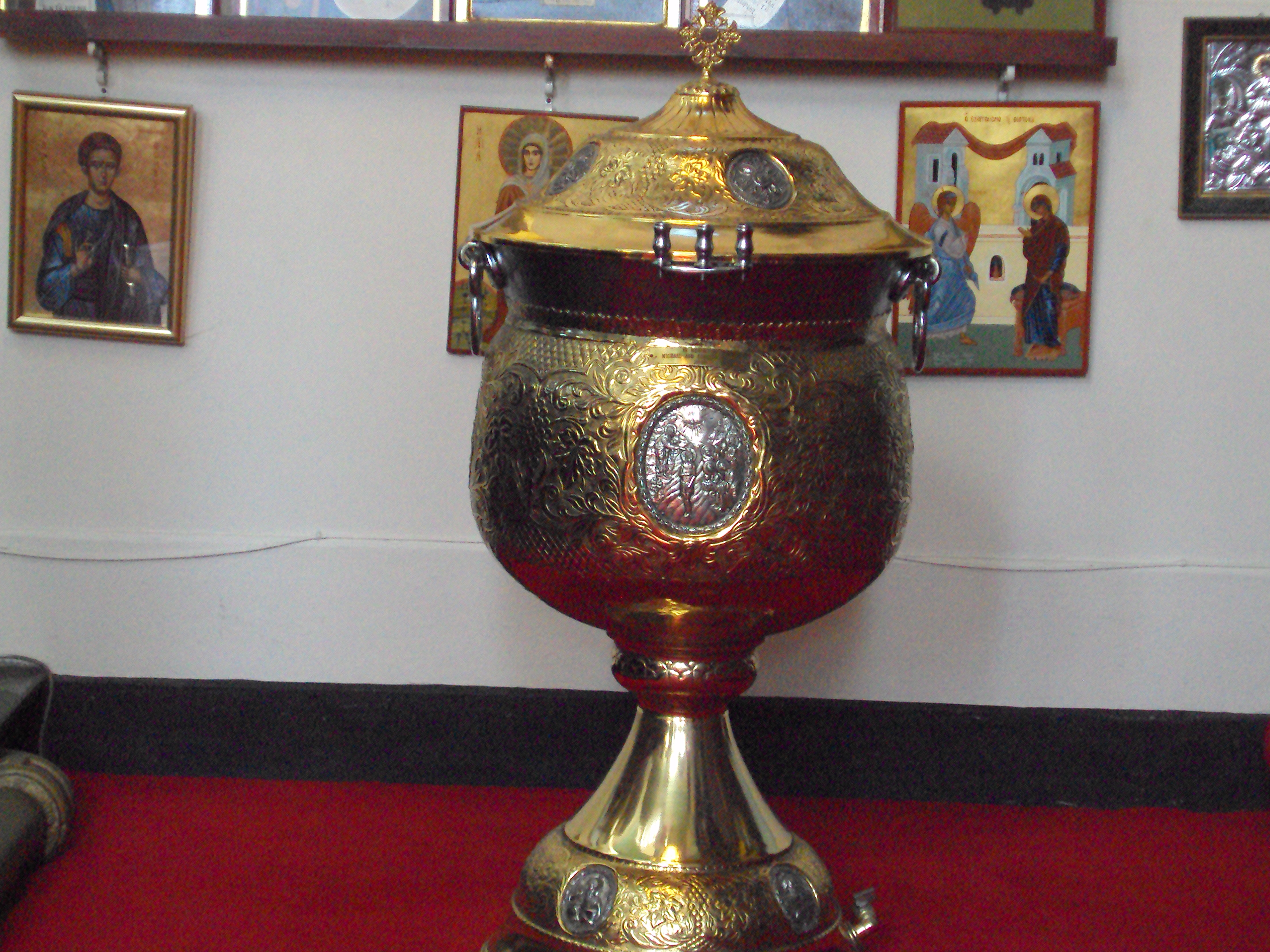
Taufbecken einer griechisch-orthodoxen Kirche
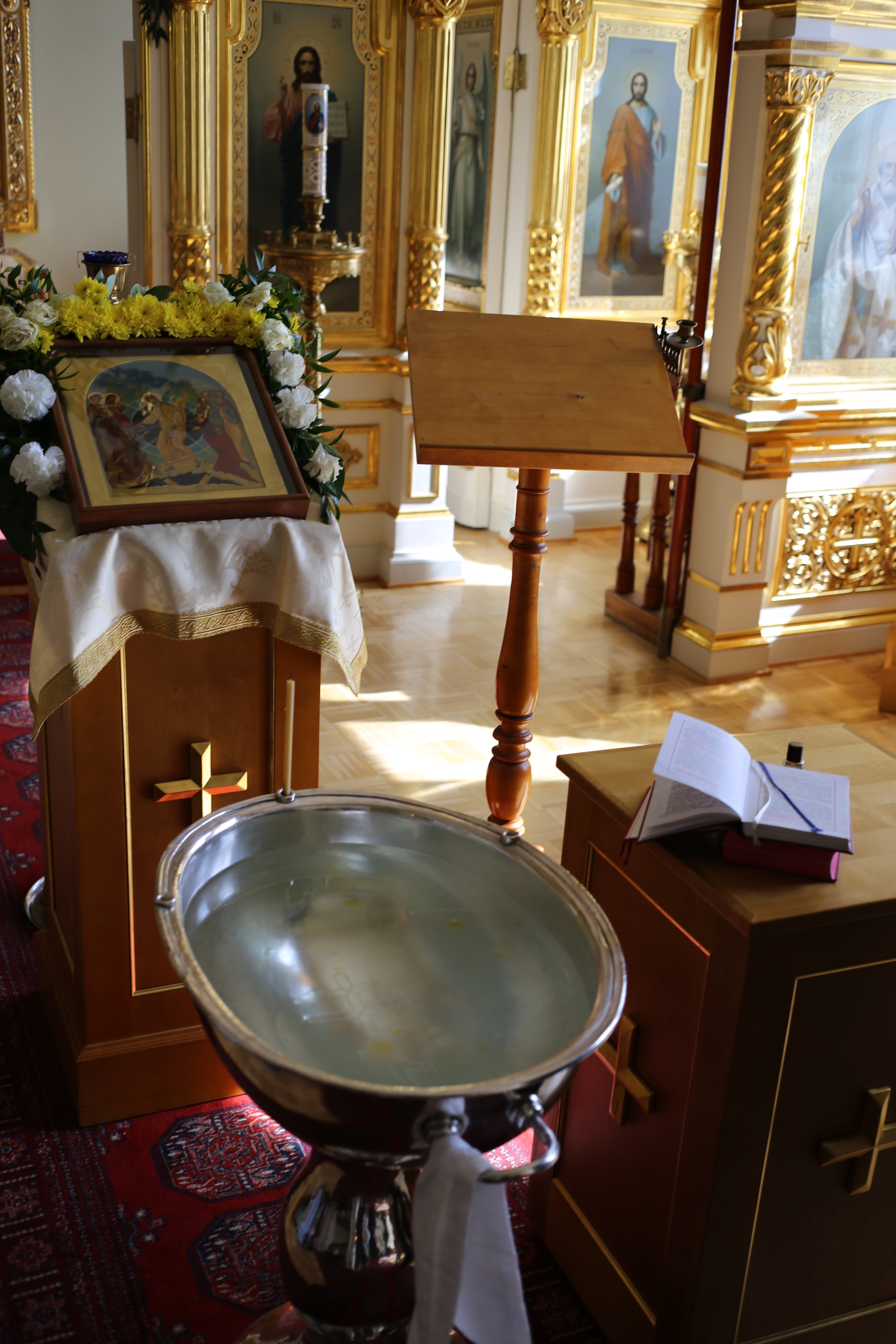
Taufbecken einer orthodoxen Kirche in Finnland

### Freikirchen
Die aus der reformatorischen Täuferbewegung kommenden Mennoniten praktizieren je nach Gemeinde das Untertauchen oder das Besprengen bzw. Begießen über einem kleineren Taufbecken.
Baptisten praktizieren die Taufe durch Untertauchen und sind frei darin, sie in Gewässern oder auch den Anlagen eines Schwimmbades o. ä. durchzuführen, je nach örtlichen Gegebenheiten.
In historischen Baptistenkirchen des 19. Jahrhunderts in Deutschland sieht eine typische Anordnung so aus: „Da gibt es in der Mitte eine sehr hoch angeordnete Kanzel, und genau darunter in einer Art Gruft liegt das Taufbecken.“ Das ist insofern stimmig, als das Untertauchen im Wasser theologisch als Sterben und Auferstehen mit Christus interpretiert wird. In neueren baptistischen Kirchen befindet sich das Taufbecken meist asymmetrisch in einer Raumecke – aus praktischen Gründen, um dem Täufling den Weg zu einem Umkleideraum zu verkürzen. Der freikirchliche Architekt Ulrich Arndt befürwortet es, bei neuen Kirchen den Ort der Taufe in den Mittelpunkt zu stellen; er sieht die baptistische Taufarchitektur ideal verwirklicht in der Taufkirche St.-Petri-Pauli in Eisleben.

### Moderne Baptisterien

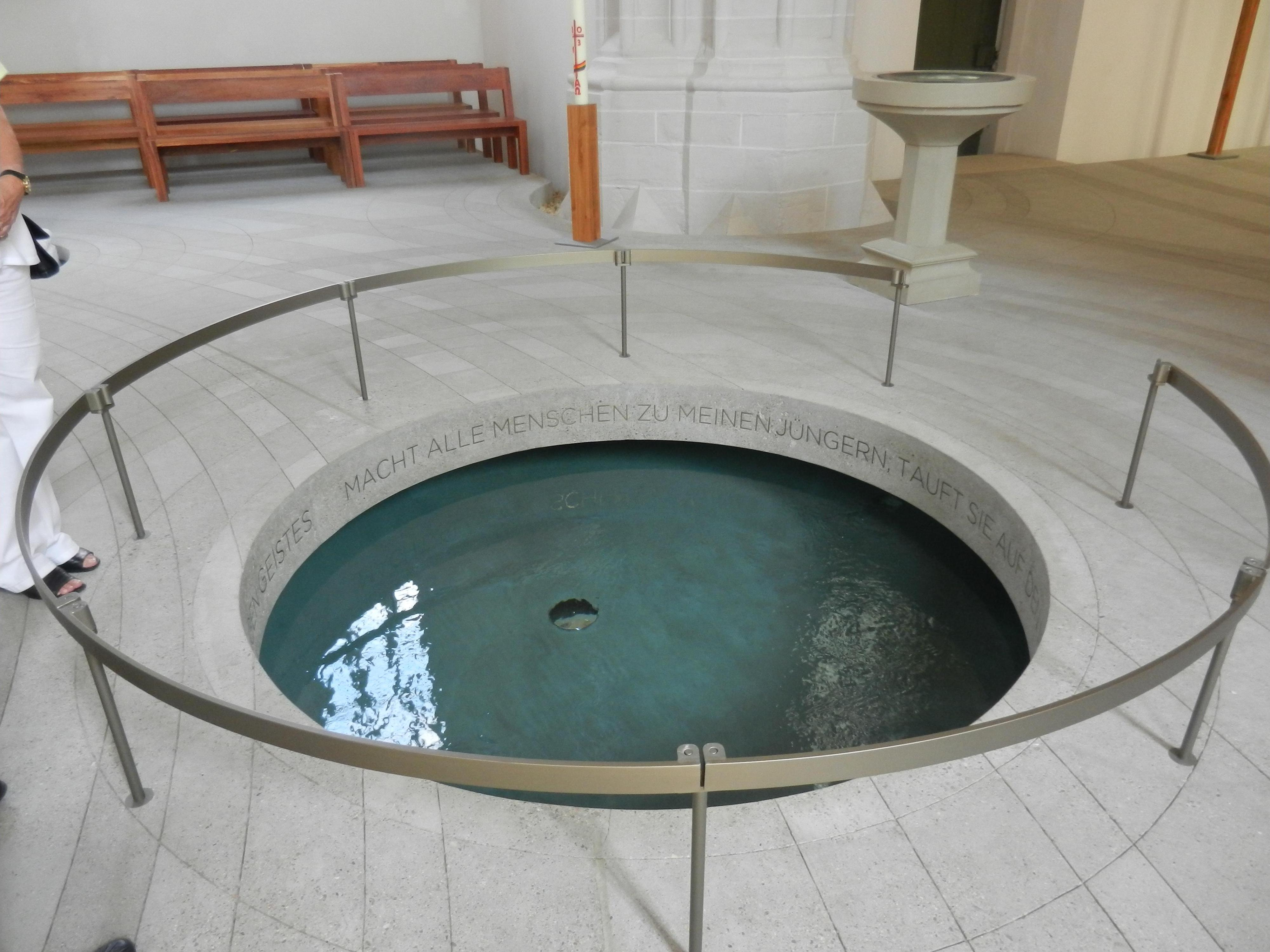
Evangelisch-lutherische St. Petri-Kirche, Eisleben
Baptistische Christuskirche Heiligenstadt
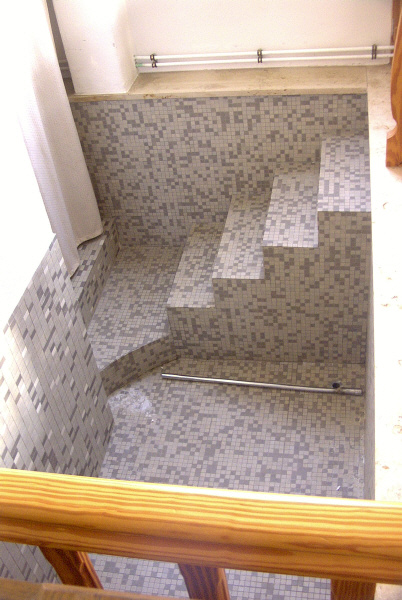
Baptistisches Bethaus Jever
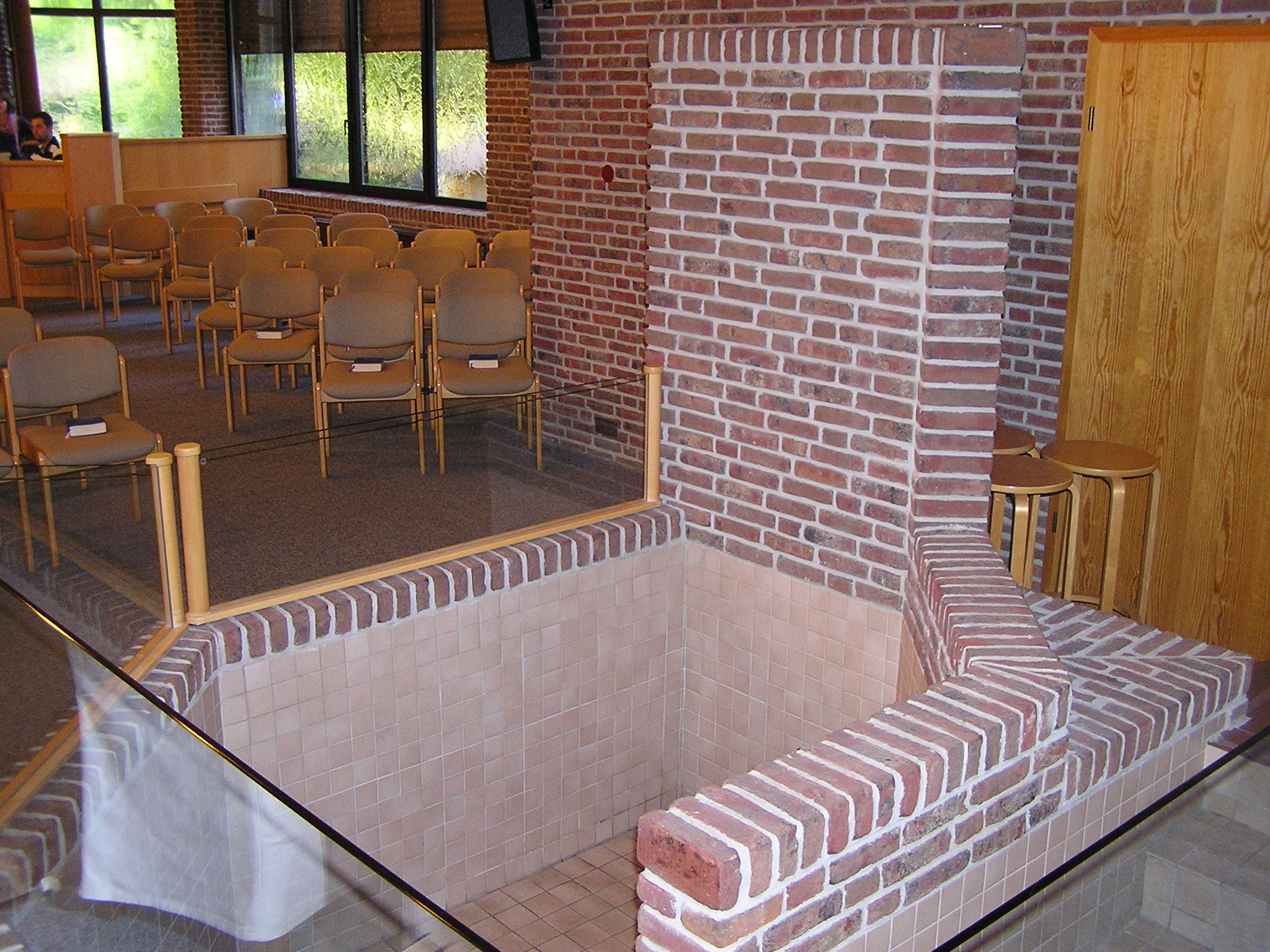
Baptistenkirche Leer
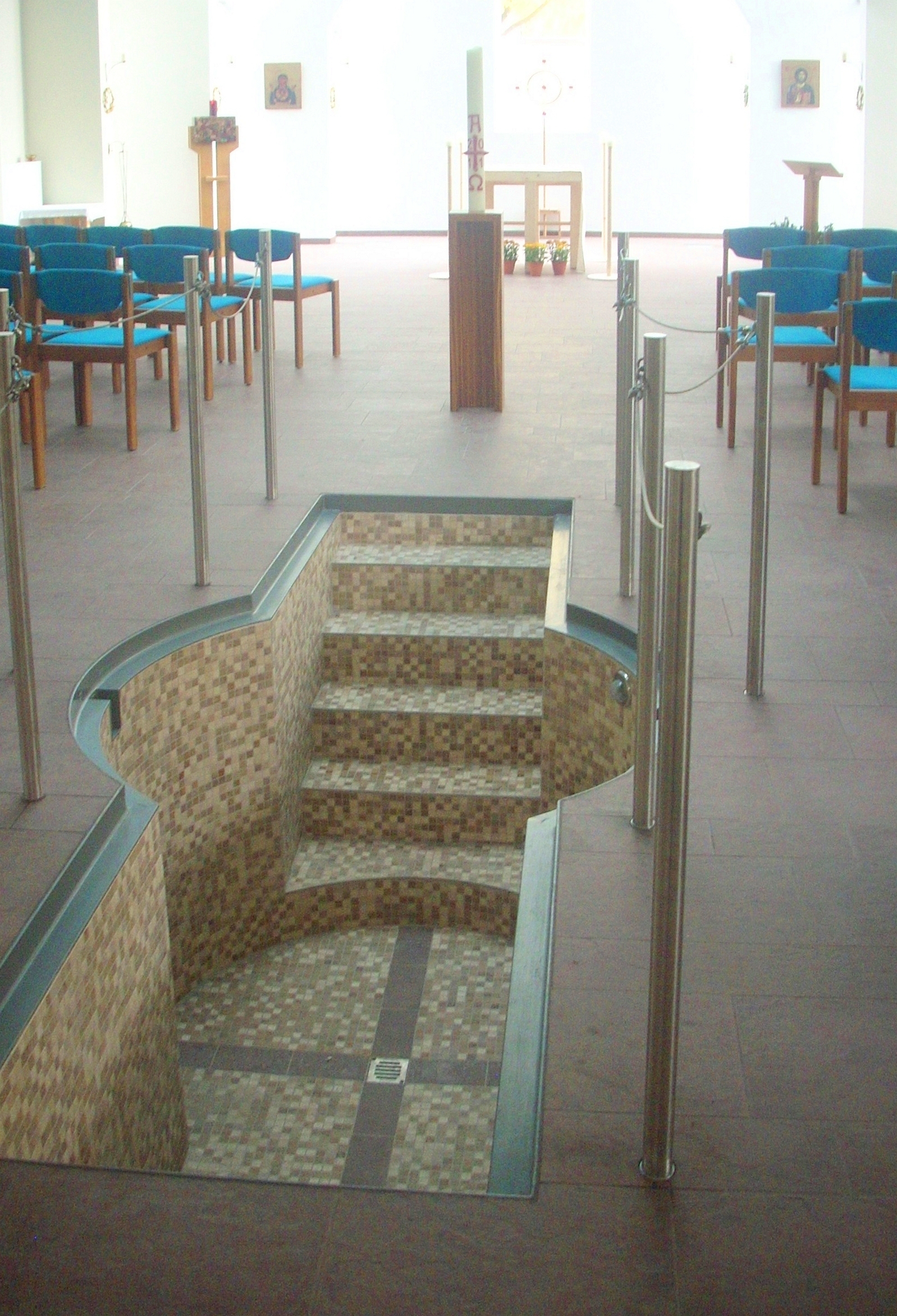
Alt-katholische Kirche Hannover